# Henschel & Sohn
La Henschel & Sohn era un'azienda meccanica tedesca. Dal 1957 cambiò la propria ragione sociale in Henschel-Werke. La sua vasta produzione spaziava dai rotabili ferroviari al materiale aeronautico, da quello bellico a quello automobilistico.

## Storia

### Le origini

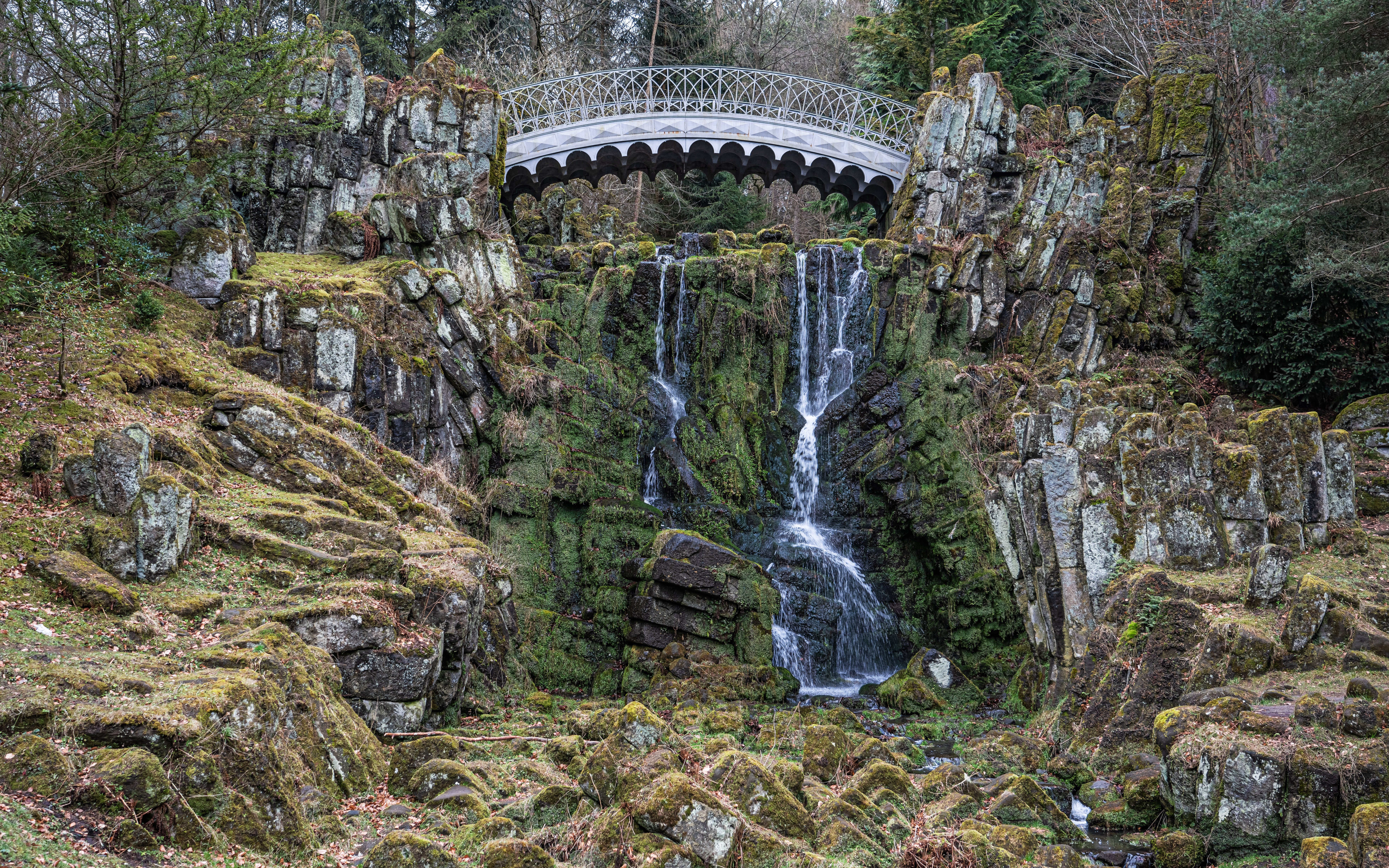
Il ponte in ferro del 1826 della Henschel & Sohn nel Bergpark Wilhelmshöhe

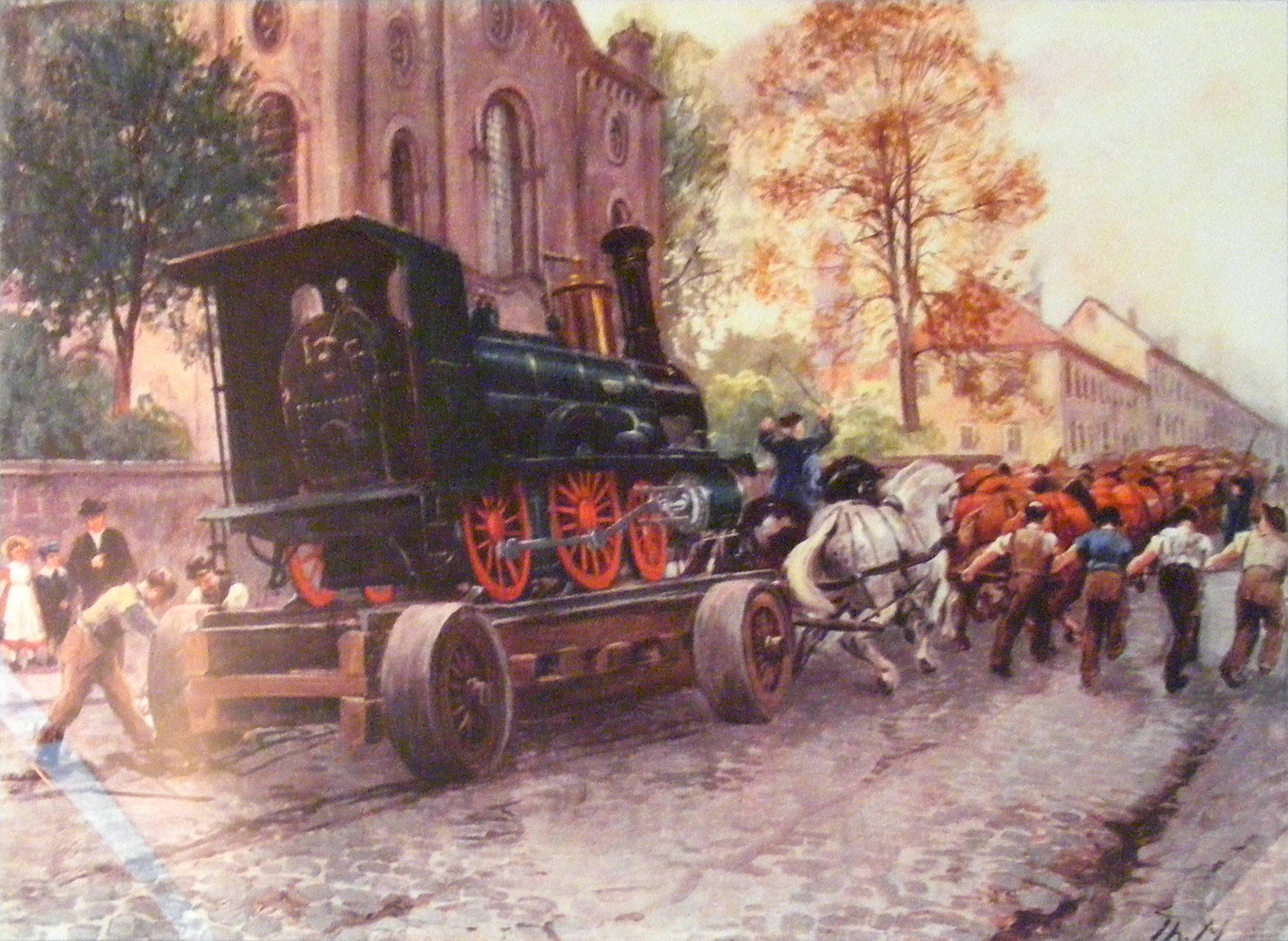
Trasporto di una locomotiva della Henschelwerke attraverso Kassel nel 1865

La Henschel venne fondata nel 1810 a Cassel, in Germania, da Georg Christian Carl Henschel in società col figlio, Johann Werner Henschel, fonditore di campane e scultore. Nel 1816 la Henschel & Sohn iniziò a produrre motori a vapore. Nel 1817 divenne socio della ditta anche il fratello maggiore di Johann, Carl Anton Werner e, dal 1837, veniva aperto un secondo stabilimento sull'Holländischer Platz, ora sede della Università di Kassel. Dopo la morte, nel 1835, del fondatore Georg Christian Carl l'azienda, sotto la guida del figlio di Carl Anton, Oscar Henschel, ebbe una vigorosa espansione. Questi concentrò la produzione sulle esigenze delle ferrovie in rapida crescita. Il 29 luglio 1848 usciva dagli stabilimenti Henschel la prima locomotiva a vapore, per il treno della ferrovia del Nord Federico Guglielmo. Il 4 ottobre 1860 veniva prodotta la 50ª locomotiva e, alla morte di Oscar Henschel, nel 1894 erano già state prodotte più di 4.000 locomotive, anche avvalendosi della collaborazione di stabilimenti e società all'estero quali la Cerimedo & C. di Milano. Il numero dei dipendenti che avevano superato nel 1865 il limite di 500 unità, nel 1894 erano già 1.600.
Dopo la morte di Oscar la vedova, Sophie Henschel, ne continuò le funzioni fino al raggiungimento della maggiore età del figlio Karl Theodor Anton Ferdinand Henson.
| Anno | Forza lavoro                                                 |
| ---- | ------------------------------------------------------------ |
| 1837 | 200                                                          |
| 1865 | 500                                                          |
| 1873 | 1400                                                         |
| 1894 | 1600                                                         |
| 1904 | 3000 e 1600 nel sito Henrichshütte presso Hattingen dal 1904 |

Numero di locomotive prodotte:
| Data             | Numero esemplari  |
| ---------------- | ----------------- |
| 29 luglio 1848   | la prima prodotta |
| 4 ottobre 1860   | 50ª               |
| 19 agosto 1865   | 100ª              |
| 21 maggio 1873   | 500ª              |
| 12 aprile 1879   | 1000ª             |
| 25 luglio 1886   | 2000ª             |
| 1º febbraio 1890 | 3000ª             |
| 18 gennaio 1894  | 4000ª             |
| 1899             | 5000ª             |
| al 15 marzo 1905 | più di 7000.      |

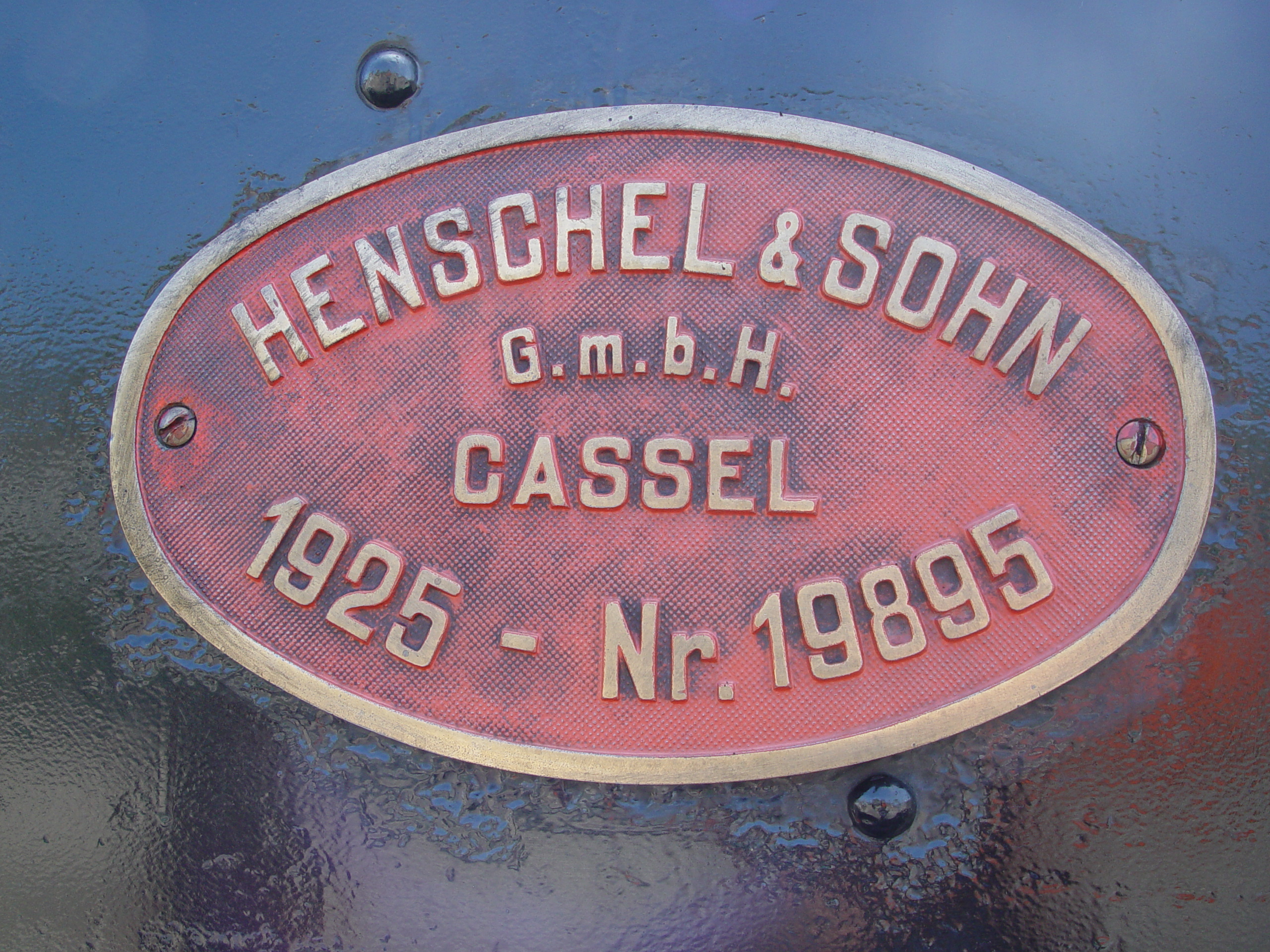
Targa di costruzione di locomotiva a vapore Henschel & Sohn del 1925

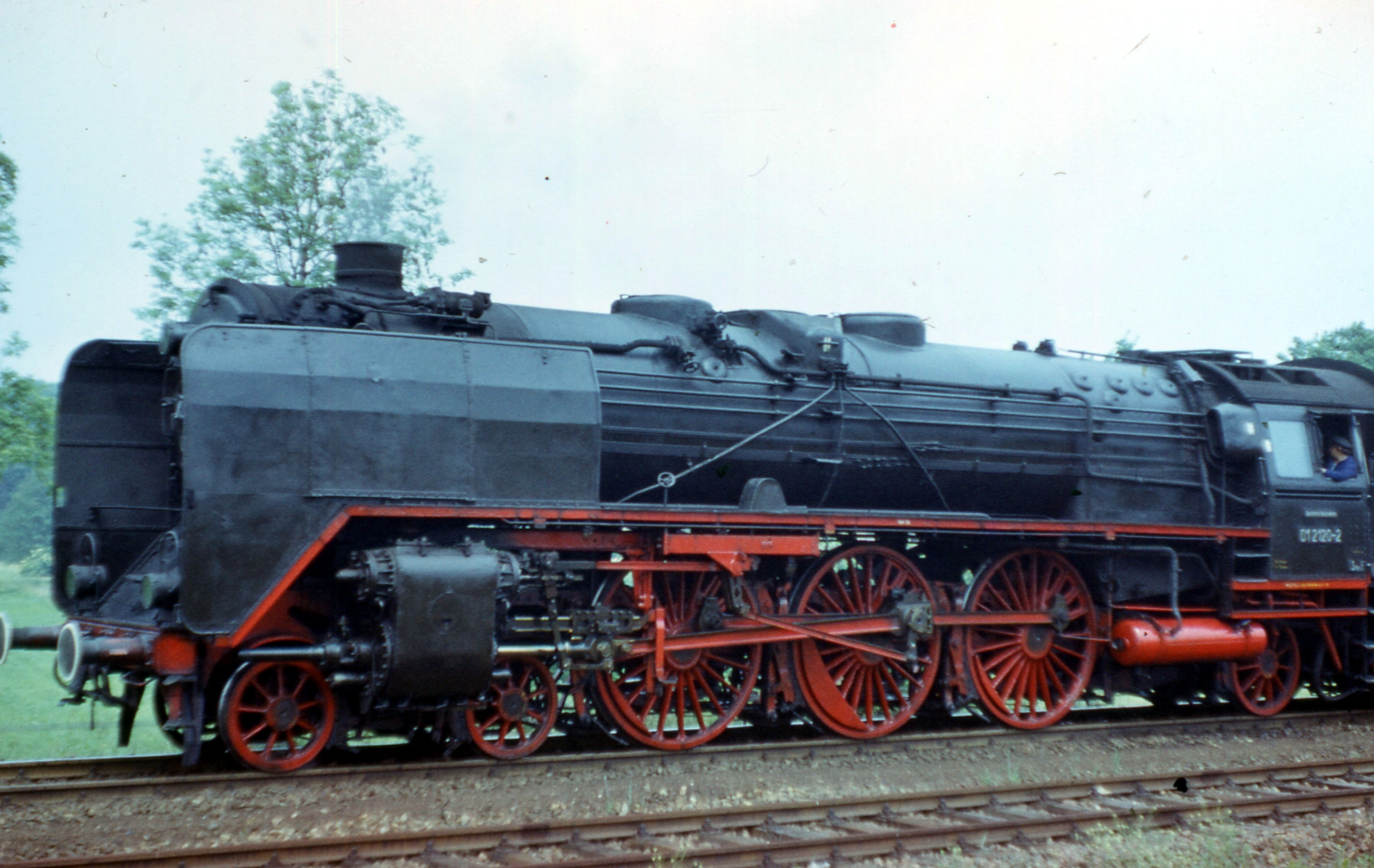
Una poderosa locomotiva Henschel Br.01 delle ferrovie tedesche

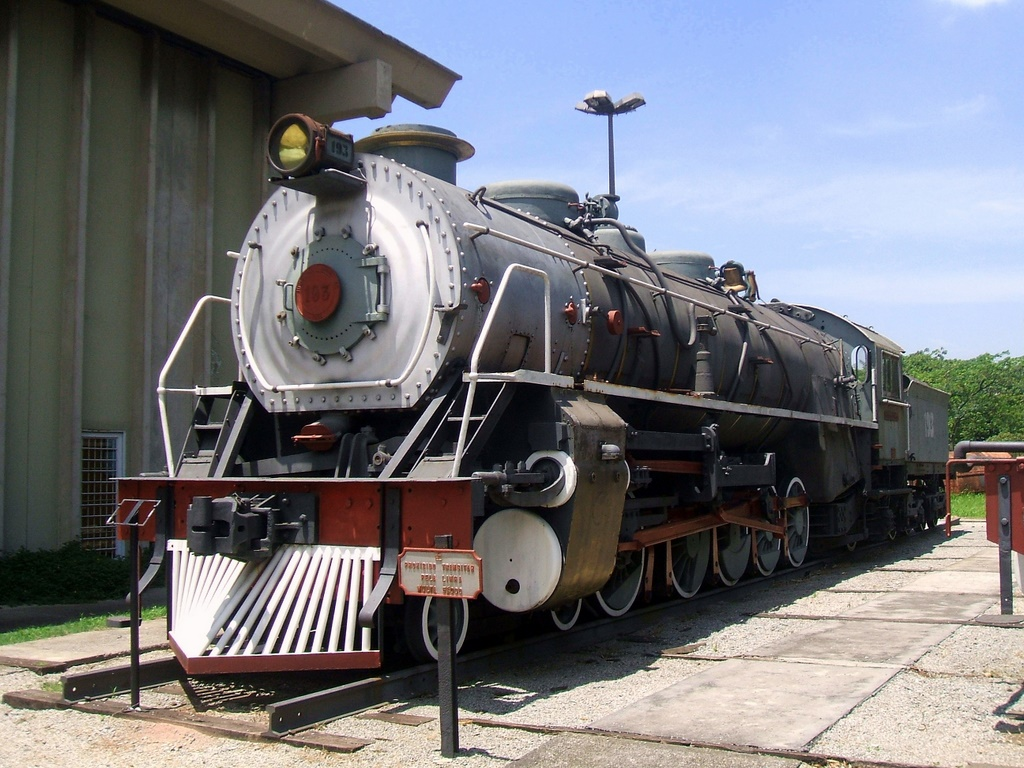
Una locomotiva prodotta dalla Henschel nel 1936, conservata al São Paulo Technology Museum, in Brasile.

Nel 1905 fu costruita la prima locomotiva elettrica; nel 1910, il primo motore per locomotiva termica Henschel con carburatore.
All'inizio del XX secolo la Henschel era già divenuta una delle più grandi aziende produttrici di locomotive in Germania; nel 1920 fu trasformata in una società a responsabilità limitata. Dal 1918 fu iniziata la produzione di trasmissioni meccaniche e dal 1925 iniziò la produzione di automobili, autocarri e autobus.
Negli anni successivi assorbì la produzione di locomotive della R. Wolf AG (nel 1928), della Linke-Hofmann-Busch (nel 1930, in società paritaria con Krupp) e della Hanomag (nel 1931).
Nell'aprile 1933 la Henschel e la Wegmann raggiunsero un accordo per la produzione del materiale rotabile occorrente per un treno a vapore ad alta velocità. La prima produsse la locomotiva a vapore surriscaldato e la Wegmann si assunse l'onere della costruzione del materiale rimorchiato speciale.

### La Henschel nel periodo nazista

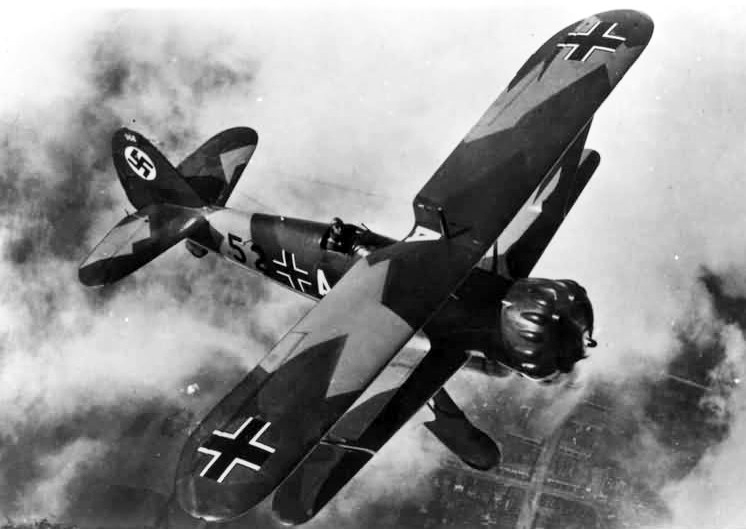
Biplano di attacco al suolo Henschel Hs 123

Dopo la salita al potere di Adolf Hitler e l'istituzione della Germania nazista, le esigenze di ricostituzione della potenza militare tedesca imposero a numerose aziende meccaniche una riconversione all'industria bellica. In quest'ambito nel 1935 la Henschel iniziò la produzione su licenza del carro armato Panzer I. Durante la seconda guerra mondiale, nel periodo 1939-1940 iniziò la produzione su grande serie del Panzer III quindi, dal 1941, del Panzer VI Tiger I. Henschel inoltre fu il solo costruttore del Panzer VI Tiger II. Nel 1945 l'azienda poteva contare su una forza lavoro di 8 000 dipendenti che lavoravano in due turni di 12 ore ciascuno. Durante il conflitto gli stabilimenti dell'azienda sono stati tra i bersagli più importanti del Bomber Command britannico e delle unità di bombardamento USAAF e sono stati quasi completamente distrutti.
Oltre la produzione di mezzi terrestri in dotazione all'Heer, l'esercito tedesco dell'epoca, la Henschel sviluppò numerosi velivoli ed armi contraerei per la Luftwaffe, l'aeronautica militare. Di seguito sono elencati gli aeromobili e le armi identificati con la designazione Reichsluftfahrtministerium (RLM), il Ministero deputato alla gestione dell'intera aviazione tedesca del periodo.
- Henschel Hs 117 Schmetterling, missile terra-aria con motore a razzo
- Henschel Hs 121, aereo da caccia ed addestratore (prototipo)
- Henschel Hs 122, aereo da cooperazione con l'esercito/aereo da ricognizione
- Henschel Hs 123, aereo da attacco al suolo biplano
- Henschel Hs 124, cacciabombardiere pesante (kampfzerstörer) e zerstörer (prototipo)
- Henschel Hs 125, caccia ed addestratore (prototipo)
- Henschel Hs 126, aereo da ricognizione
- Henschel Hs 127, bombardiere veloce medio (schnellbomber prototipo)
- Henschel Hs 128,
- Henschel Hs 129, aereo da attacco al suolo
- Henschel Hs 130, ricognitore d'alta quota e bombardiere (prototipo)
- Henschel Hs 132, bombardiere in picchiata e caccia intercettore a getto (prototipo)
- Henschel Hs 293, bomba planante con motore a razzo
- Henschel Hs 294, bomba planante antinave con motore a razzo
- Henschel Hs 295,
- Henschel Hs 296,
- Henschel Hs 297 Föhn, sistema d'arma contraerei con razzi da 73 mm
- Henschel Hs 298, missile aria-aria
- Henschel Hs P.75, progetto
- Henschel Hs P.87, progetto
- Henschel 'Zitterrochen',

### Il secondo dopoguerra
Come molte altre aziende tedesche che erano state attive nella produzione bellica anche la Henschel uscì dalla seconda guerra mondiale con gli impianti produttivi gravemente compromessi o quasi completamente distrutti. Nel 1946 gli occupanti alleati autorizzarono la riparazione di piccole locomotive industriali e di autocarri danneggiati o usurati. Nel 1948 poté iniziare la ricostruzione di locomotive ma già nel 1953 la Henschel era in bancarotta. La WUMAG di Amburgo rilevò la società e la rinominò Henschel Maschinenbau avviando la produzione di motori ad elevata potenza come i diesel marini e le turbine a vapore. Nel 1961 assorbì la produzione di locomotive diesel della Esslingen Maschinenfabrik.

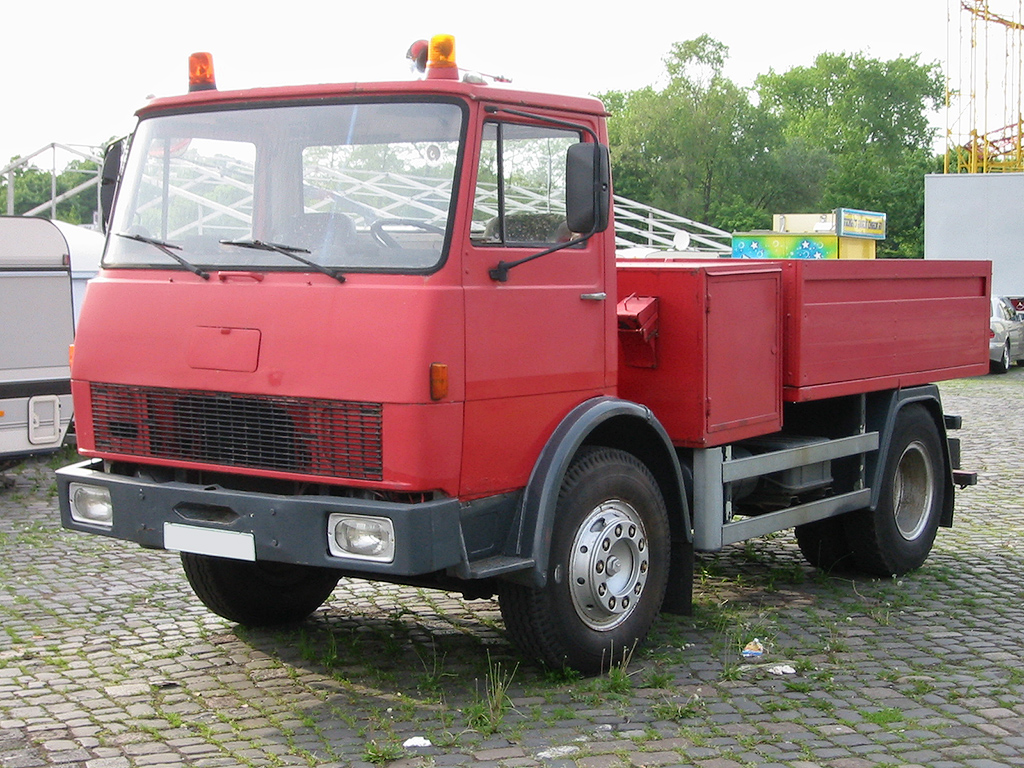
Autocarro Hanomag-Henschel

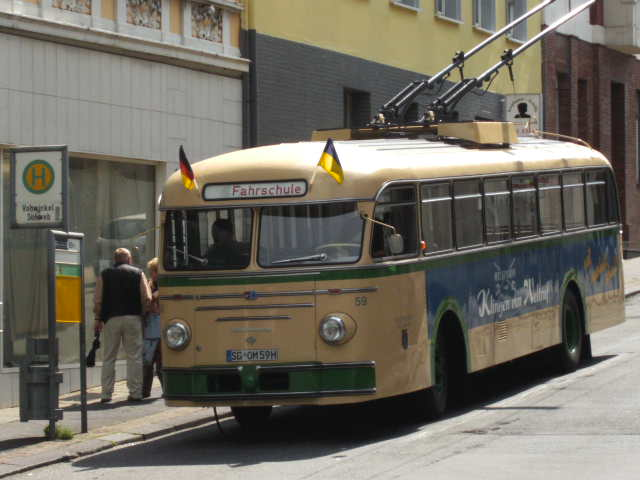
Filobus in servizio sulla rete di Solingen

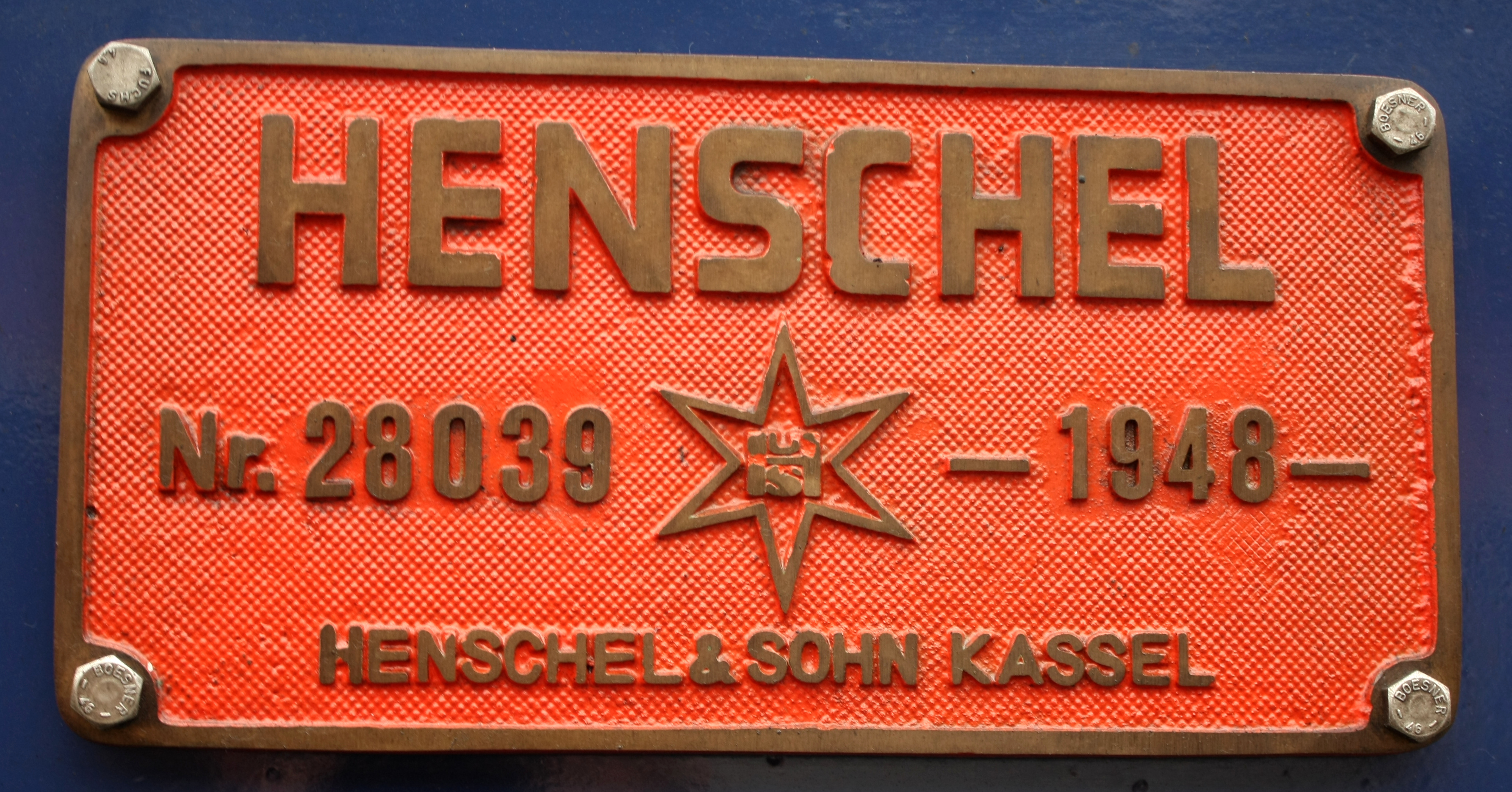
Una targa del 1948

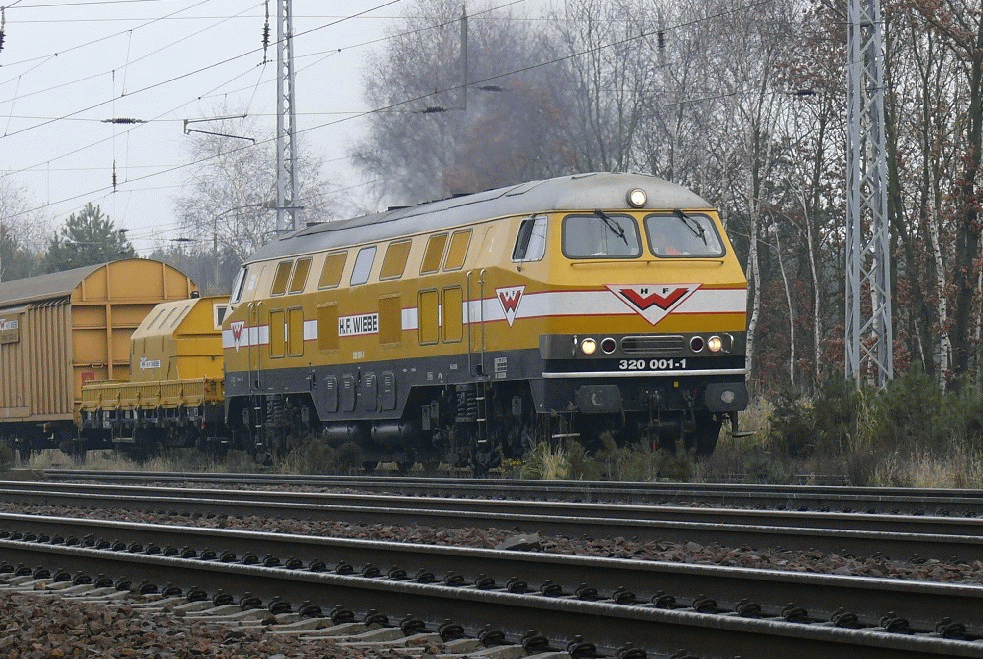
Locomotiva diesel V.320 delle DB

La precedente Henschel & Sohn GmbH, rinominata nel 1957 Henschel-Werke GmbH, dal 1962 divenne una società per azioni. Nel 1963 la produzione di autobus fu abbandonata. L'anno successivo le azioni della Henschel-Werke AG vennero acquisite dalle Acciaierie del Reno; in conseguenza nel 1965 cambiò il nome in Rheinstahl Henschel AG.
Dal 1969 tutta una serie di passaggi di mano portarono alla fusione con la produttrice di camion Hanomag dando luogo alla Hanomag-Henschel. Hanomag-Henschel fu poi venduto a Daimler-Benz, che dal 1974 non usò più il marchio Hanomag Henschel. Nel 1976 le Acciaierie del Reno passarono in mano alla Thyssen-Hütte AG; Il nome tradizionale, per la produzione di locomotive, rimase comunque quello di Henschel. Nel 1990, insieme con ABB (già BBC di Mannheim), venne fondata a Mannheim la ABB Henschel AG. Nel 1995 venne concordata una joint venture ABB e Daimler-Benz per l'integrazione delle divisioni di ingegneria del traffico sotto il nome di ABB Daimler Benz Transportation, ADtranz. Il 1º gennaio 1996, il nome Henschel scompariva definitivamente come produttore di veicoli sostituito dal nome ADtranz.

## Settori di attività
L'attività della Henschel spaziò dalla realizzazione di locomotive a vapore e Diesel a quella di camion e veicoli industriali, interessando anche il settore aeronautico e quello militare con alcune produzioni di carri armati.

### Locomotive
Henschel fu per lungo tempo tra i più grandi costruttori tedeschi del settore, fornendo locomotive per la Deutsche Reichsbahn e successivamente per la Deutsche Bundesbahn, nonché per numerose compagnie private esercenti reti ferroviarie e raccordi industriali.

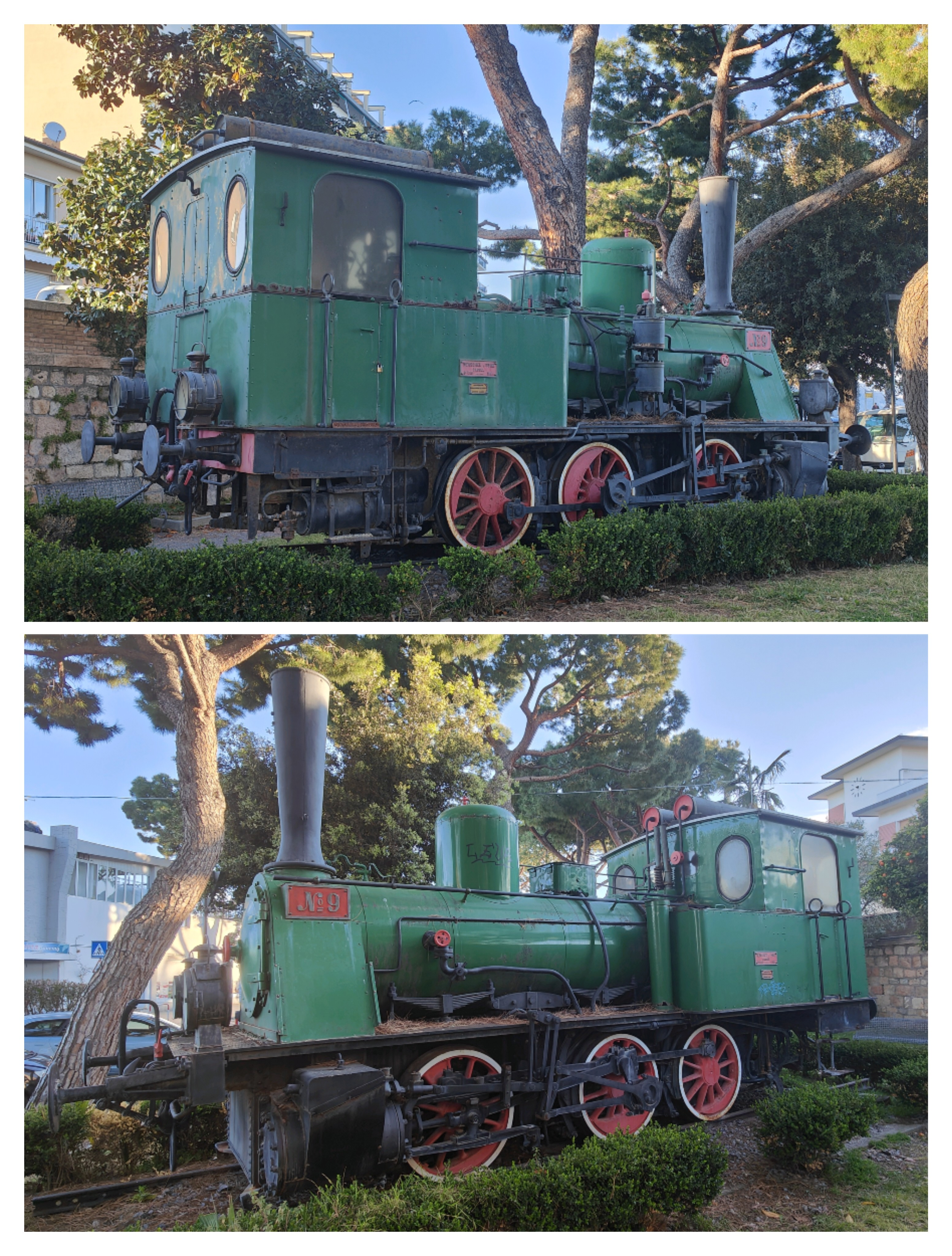
Monumento a Loano (locomotiva nr. 7329), del 1887 appartenuta alle FTN
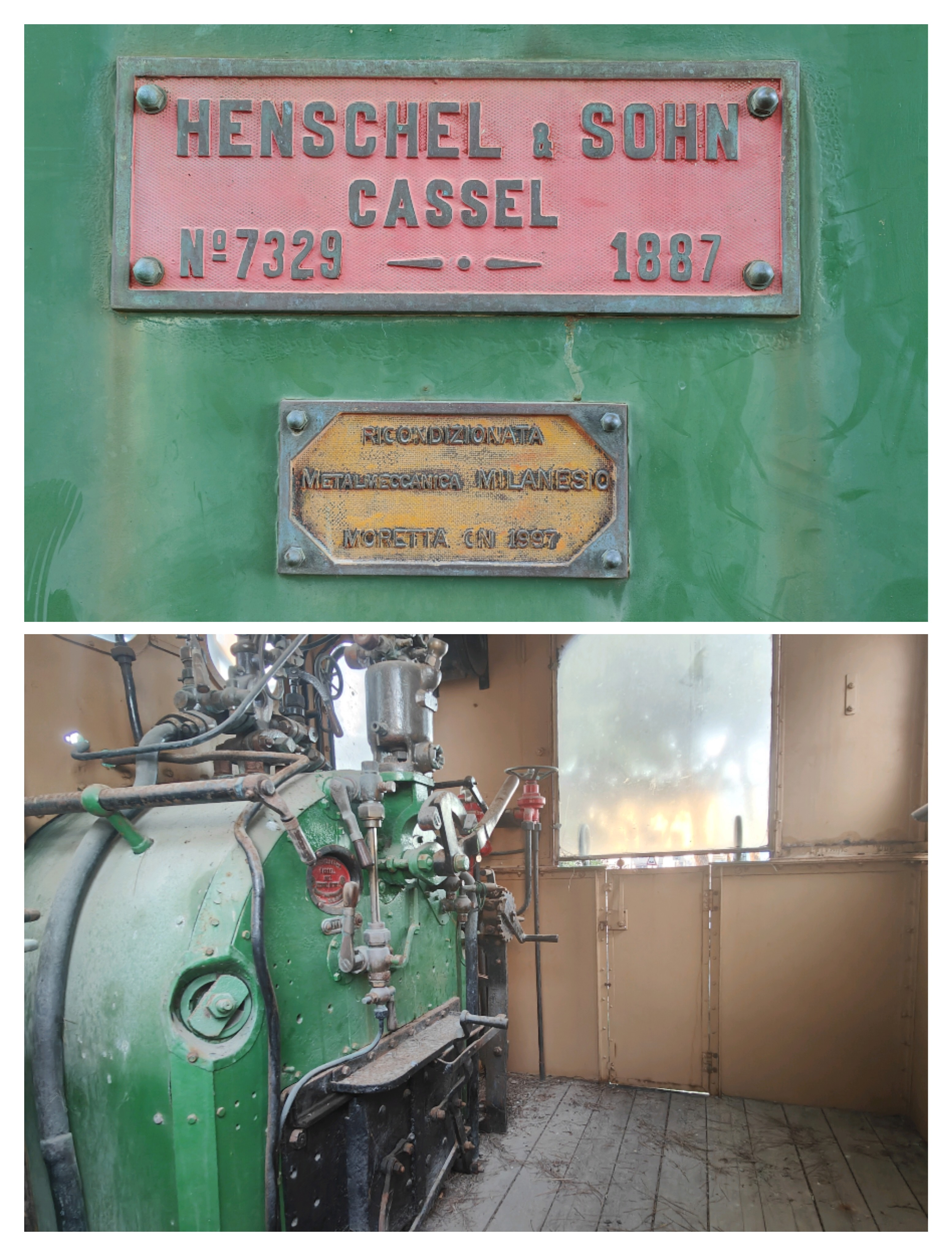
Targhe della locomotiva e del restauro (1997) sulla cabina, sotto: particolare dell'interno
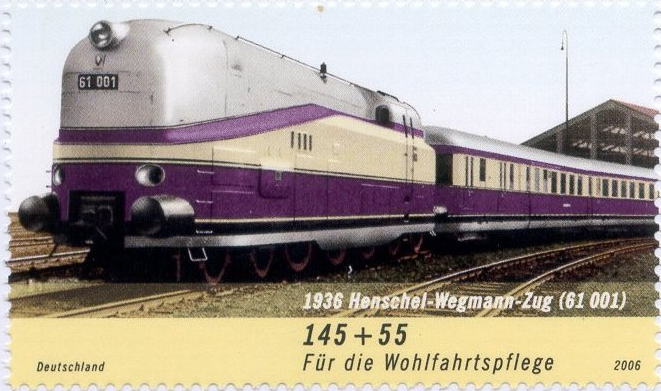
Henschel-Wegmann-Zug (61001), 1936
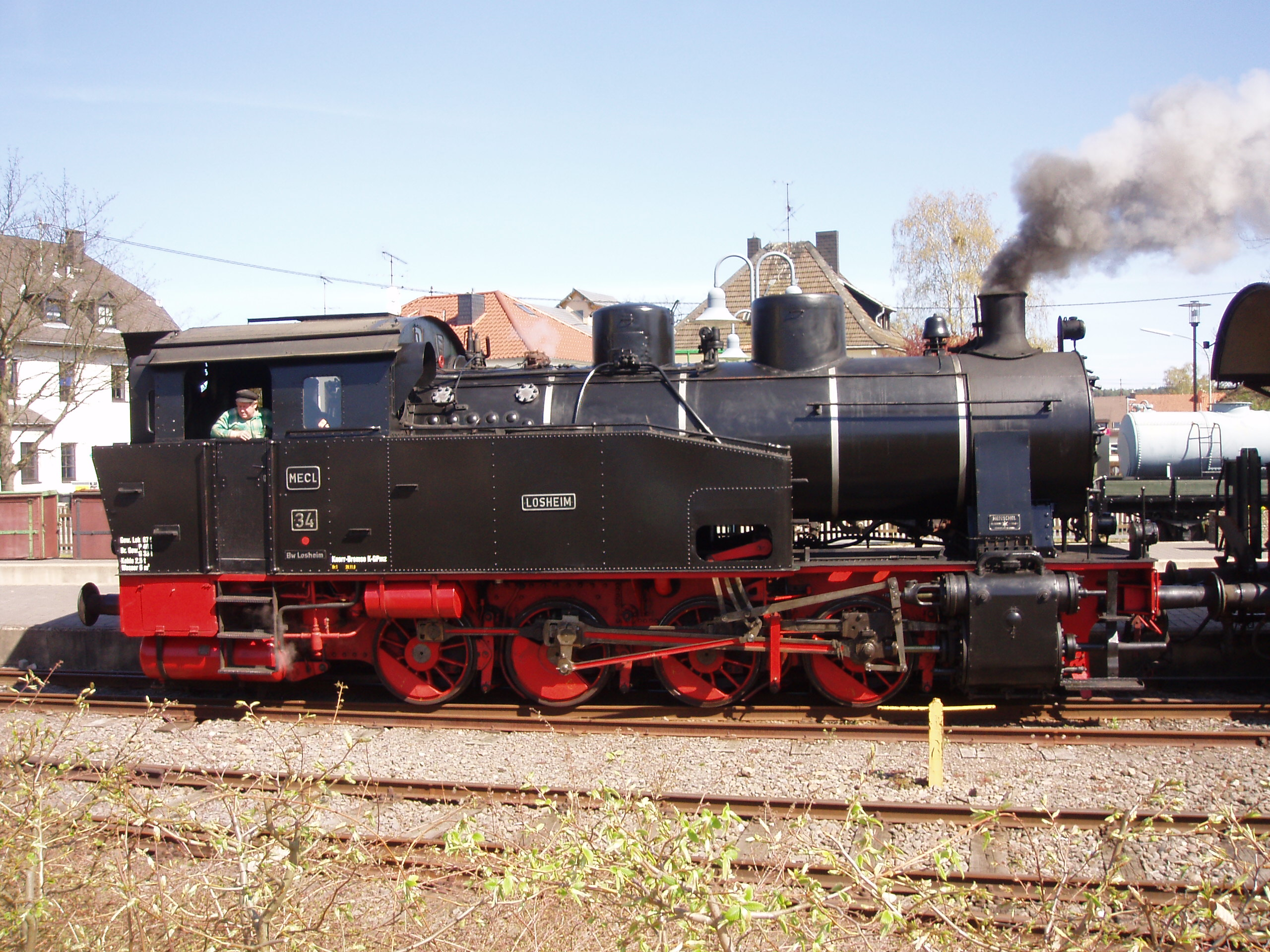
Dampflok D 600 „Losheim“, 1948
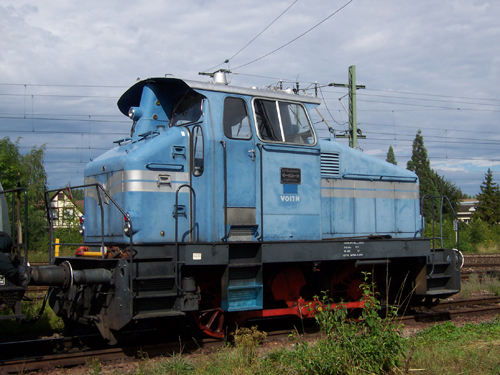
Henschel DH 240
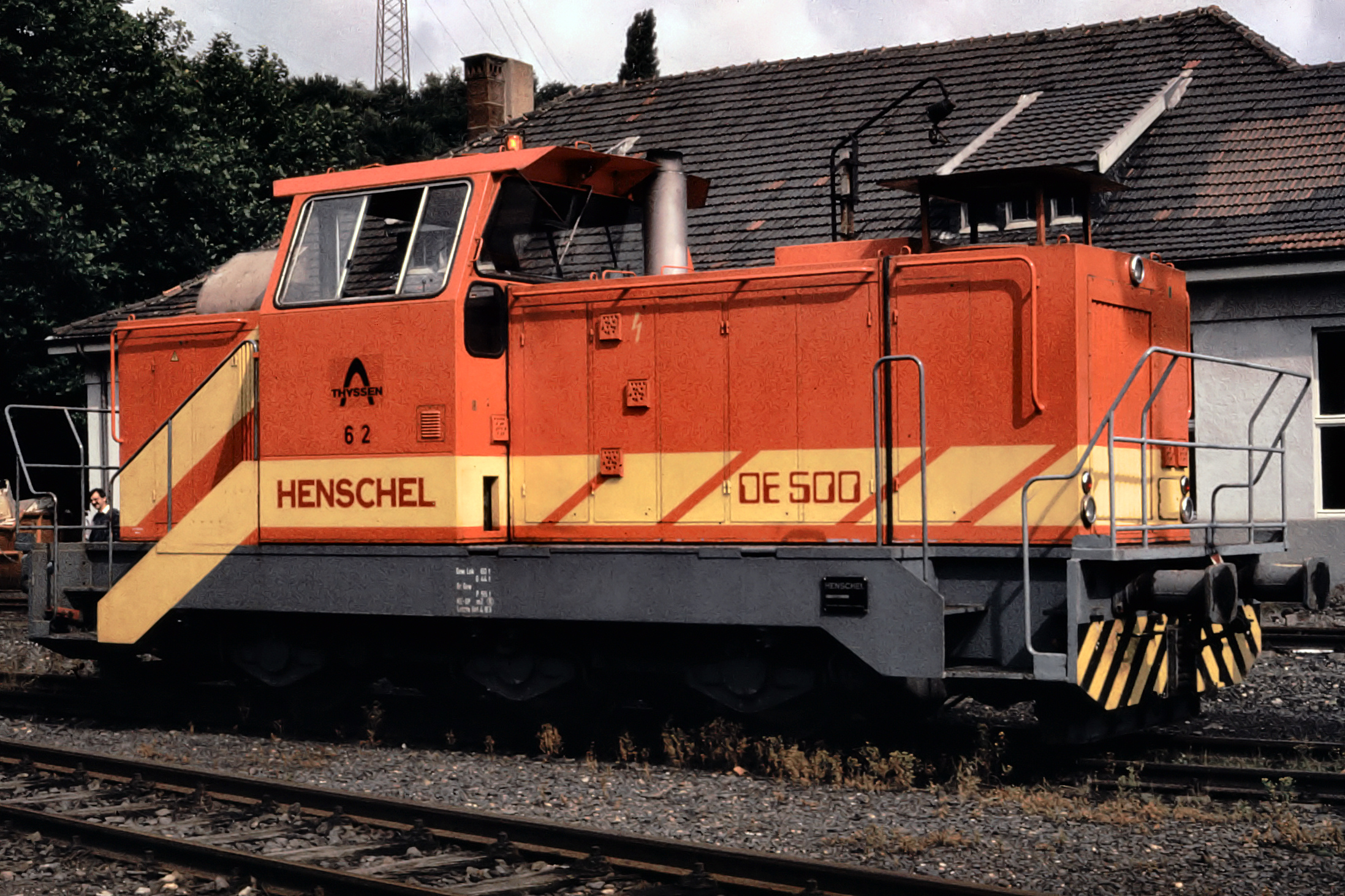
Henschel DE 500 C a Bochum-Dahlhausen
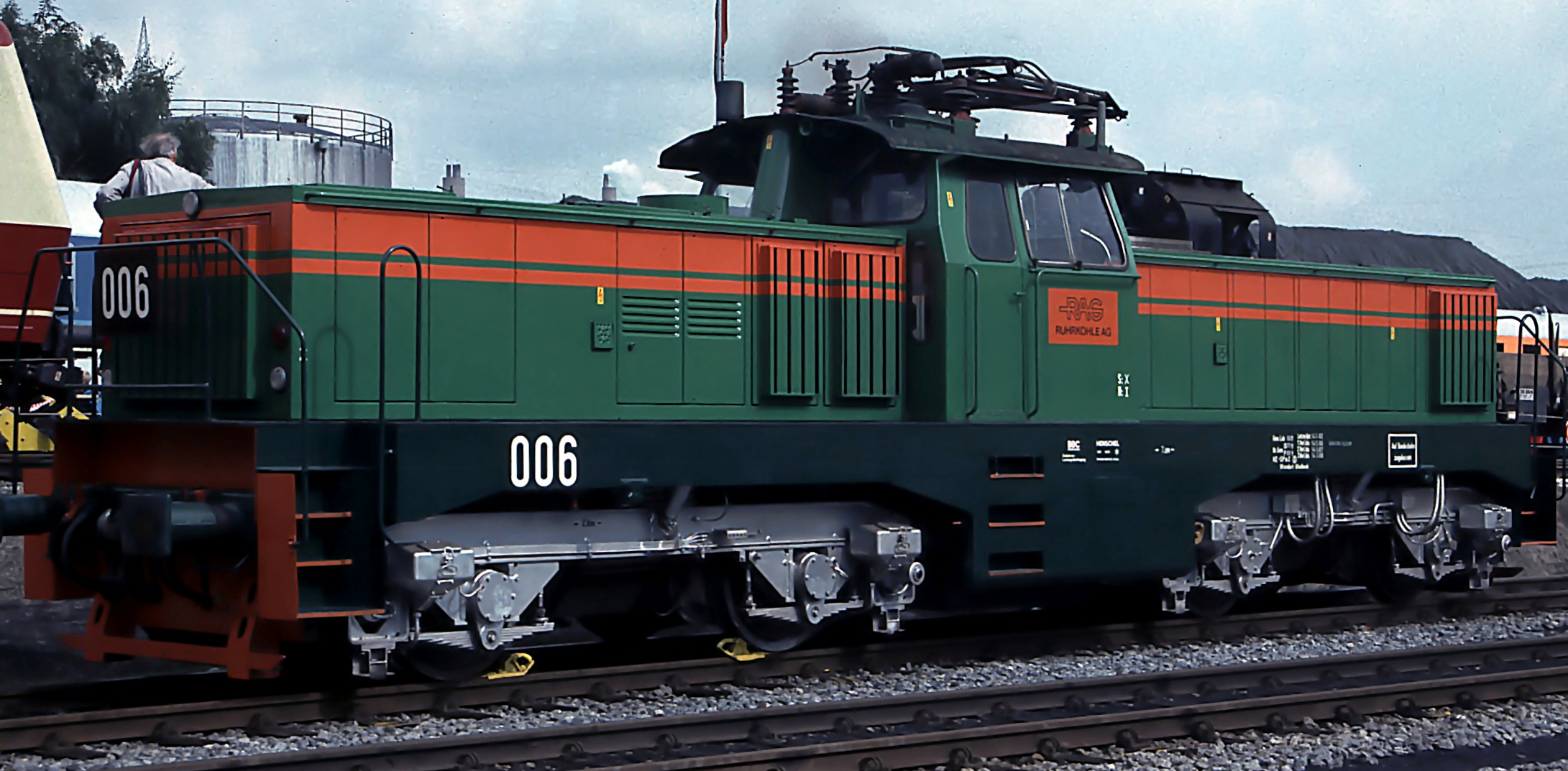
E 1200

Dopo la seconda guerra mondiale la massiccia produzione ferroviaria della Henschel-Werk cessò, sotto il United States Army Transportation Corps e successivamente privatamente, l'attività proseguì riparando mezzi ferroviari danneggiati durante il conflitto. Nella metà degli anni sessanta fu sviluppata la nota locomotiva DB gruppo 103.
Dalla metà degli anni cinquanta la Henschel costruì locomotori Diesel su licenza della General Motors Electro-Motive Division; il principale cliente furono le ferrovie egiziane.
Alla fine degli anni '80 cessò la produzione ferroviaria.

### Veicoli industriali

#### Prima e dopo la seconda guerra mondiale

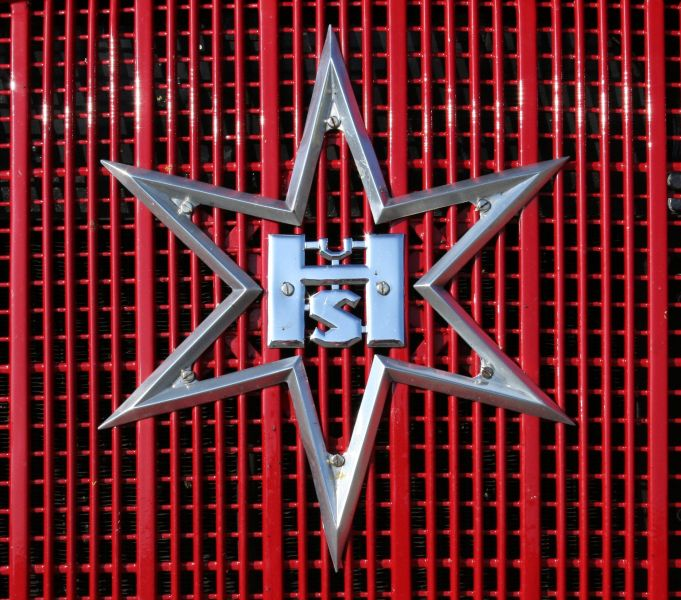
Logo sulla calandra di un autocarro

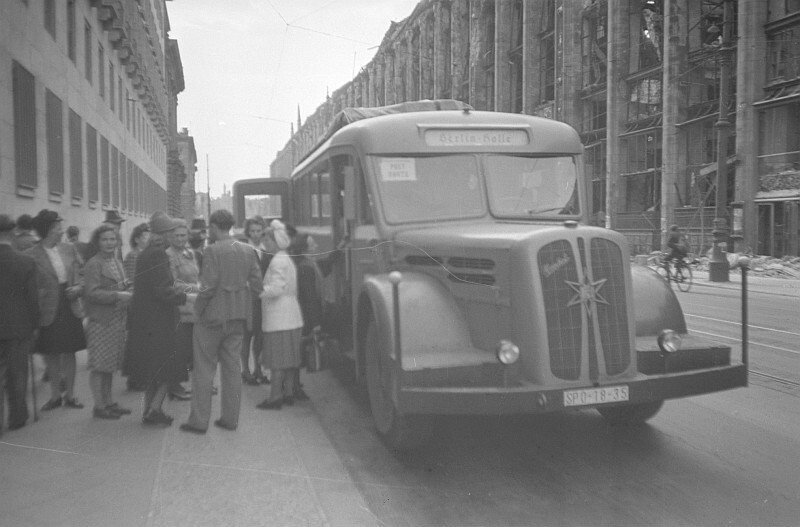
Henschel 40 S 1 Bj. 39 con „Nieren“-calandra, 95-PS-Dieselmotor

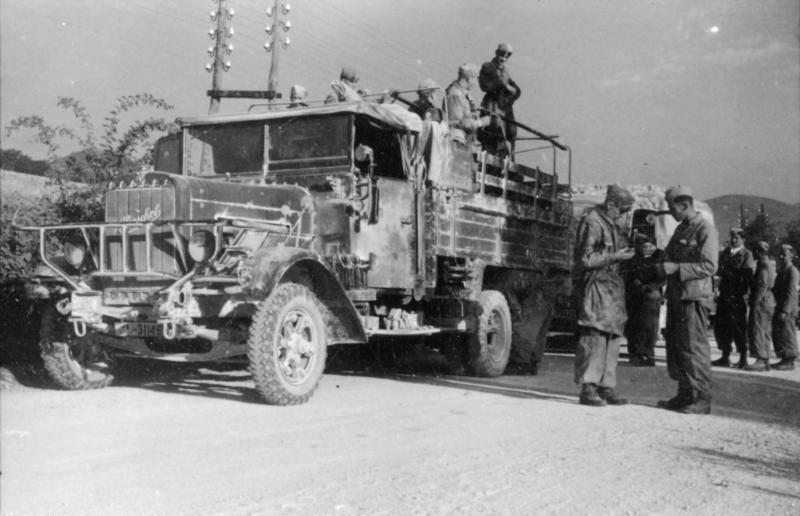
Henschel-Lkw della Wehrmacht in Italia nel 1943

Durante la crisi degli anni '20, l'azienda scelse di diversificarsi, dato che la produzione ferroviaria non ebbe più possibilità di espansione. Decisero di entrare nel ramo dei veicoli industriali. Nel 1925 iniziò la produzione di Lastkraftwagen e Omnibus, così come veicoli da 3 e 5 tonnellate su licenza della svizzera FBW (ca. 300 esemplari).
Negli anni successivi furono sviluppati veicoli Omnibus sia benzina che Diesel. Alla fine degli anni '20 furono anche sperimentati veicoli con motore a vapore e con gassogeno, ma in numero molto basso. All'inizio degli anni '30 furono offerti veicoli fino a 12t. Nel 1932 fu sviluppato il primo Henschel-Lanova-Dieselmotoren con l'apporto del tecnico Franz Lang, con un miglioramento rispetto ai Diesel di precedenti generazioni. Tale motore fu utilizzato anche su locomotive e omnibus. Il sistema d'iniezione Lanova-Einspritzverfahren fu utilizzato dai motori per veicoli Henschel fino agli anni '60.
Negli anni '30 Henschel si fece un nome nei veicoli industriali per le realizzazioni di Omnibus e LKW. Molti veicoli furono impiegati durante la seconda guerra mondiale. Con il bombardamento dell'azienda la produzione cessò.

#### Nel secondo dopoguerra

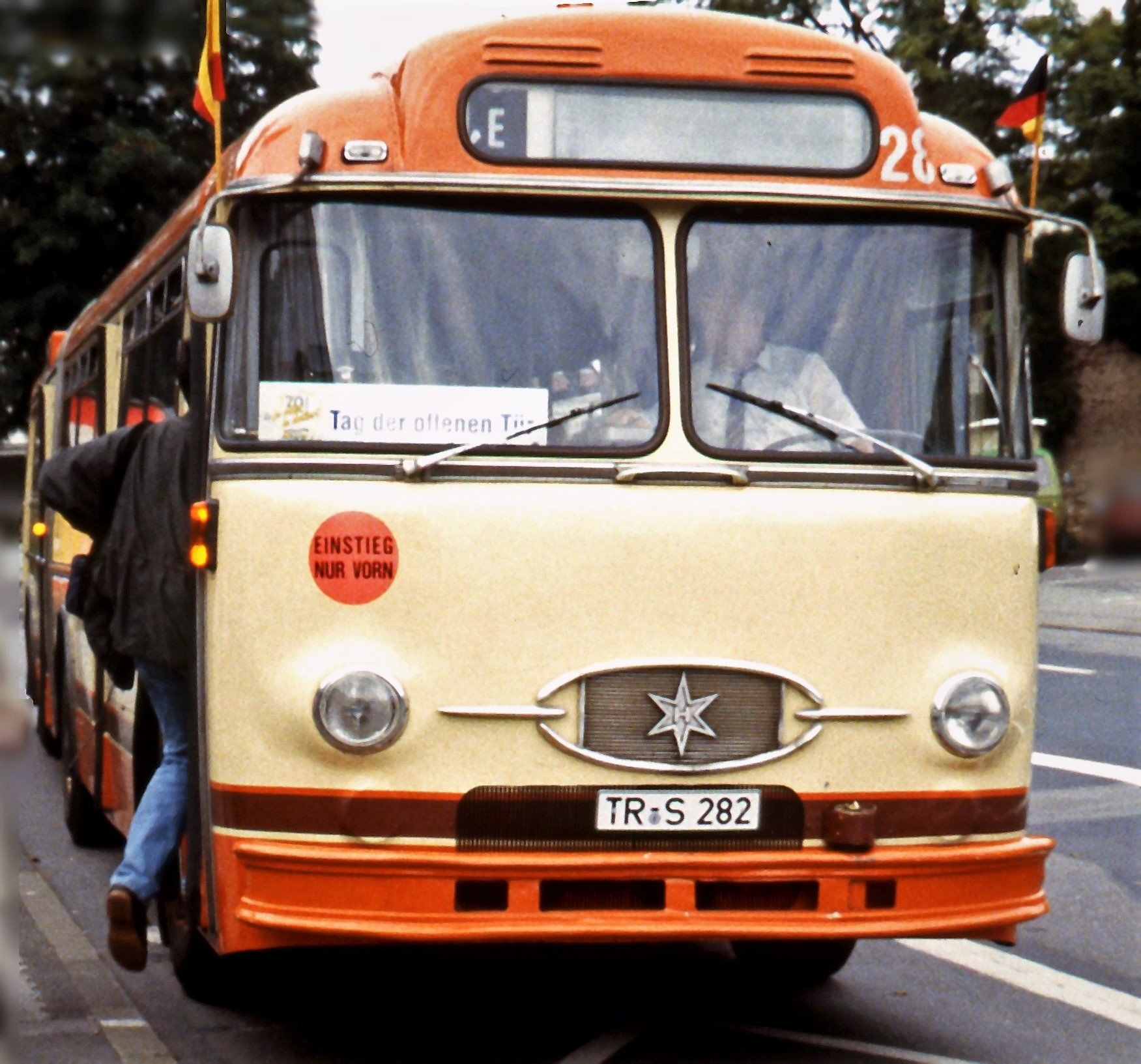
HS 160

Dal 1946 gli impianti vennero riparati e iniziarono ad occuparsi della riparazione e trasformazione dei veicoli militari.
Grossi numeri vennero realizzati installando motori Diesel sui veicoli militari americani a benzina. Data la grande produzione bellica sotto il nome Henschel, l'azienda fu rinominata Hessia (da Hessen) sotto il controllo degli alleati. Il nome originale ritornò nel 1948.
Dopo il 1946 l'azienda iniziò la produzione di filobus. Negli anni'50 Henschel fu il più grande produttore di filobus della Germania. Produssero in quel tempo anche allestimenti per altri costruttori di bus, carrozzerie per pullman turistico. Nel 1955 viene prodotto il tipo HS 160, autobus di linea. l'O-Bus aveva cabina cab-over e scocca autoportante. Questo modello fu prodotto con motore diesel e come filobus e anche nella variante autosnodato. Questa linea di veicoli si basava su uno schema modulare (piattaforma) con corpo in alluminio. Tuttavia la produzione cessò nel 1963 per non redditività. Notabili furono gli Henschel bus Typ II 6500 (derivato dal „Kriegs-Einheitsobus“, un esemplare esistente presso Eberswalde) e il modello Uerdingen/Henschel ÜHIIIs, prodotto in 212 esemplari.
Nel 1950-1951 in pochi pezzi venne prodotto l'Henschel Bimot, a due motori, fino al 1951 sotto il controllo degli Alleati con potenza 150 HP.
Nei primi anni'50 come costruttore di autocarri (LKW) vennero offerti diversi modelli, come il modello Henschel HS 140 da 6,5 tonnellate.
Dal 1953 vennero prodotte cabine cab-over con design "arrotondato".
Nel 1951 venne prodotto il modello HS 100.
Questi veicoli a cabina corta furono la base per una intera famiglia di prodotti successivi degli anni'60.
Le motorizzazioni andavano da 100 HP fino a 140 HP.

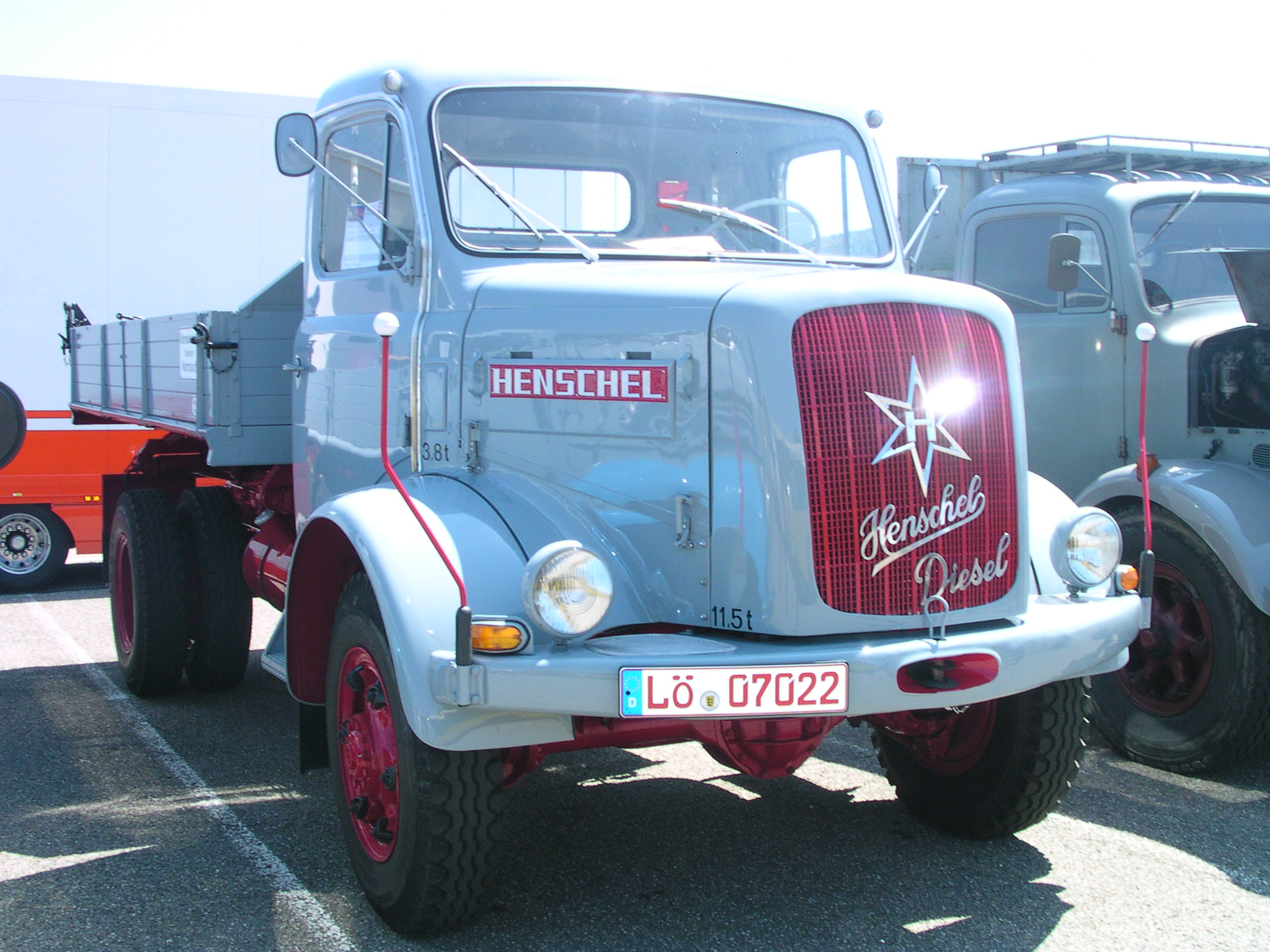
Henschel HS 100 AK Allrad-Kipper
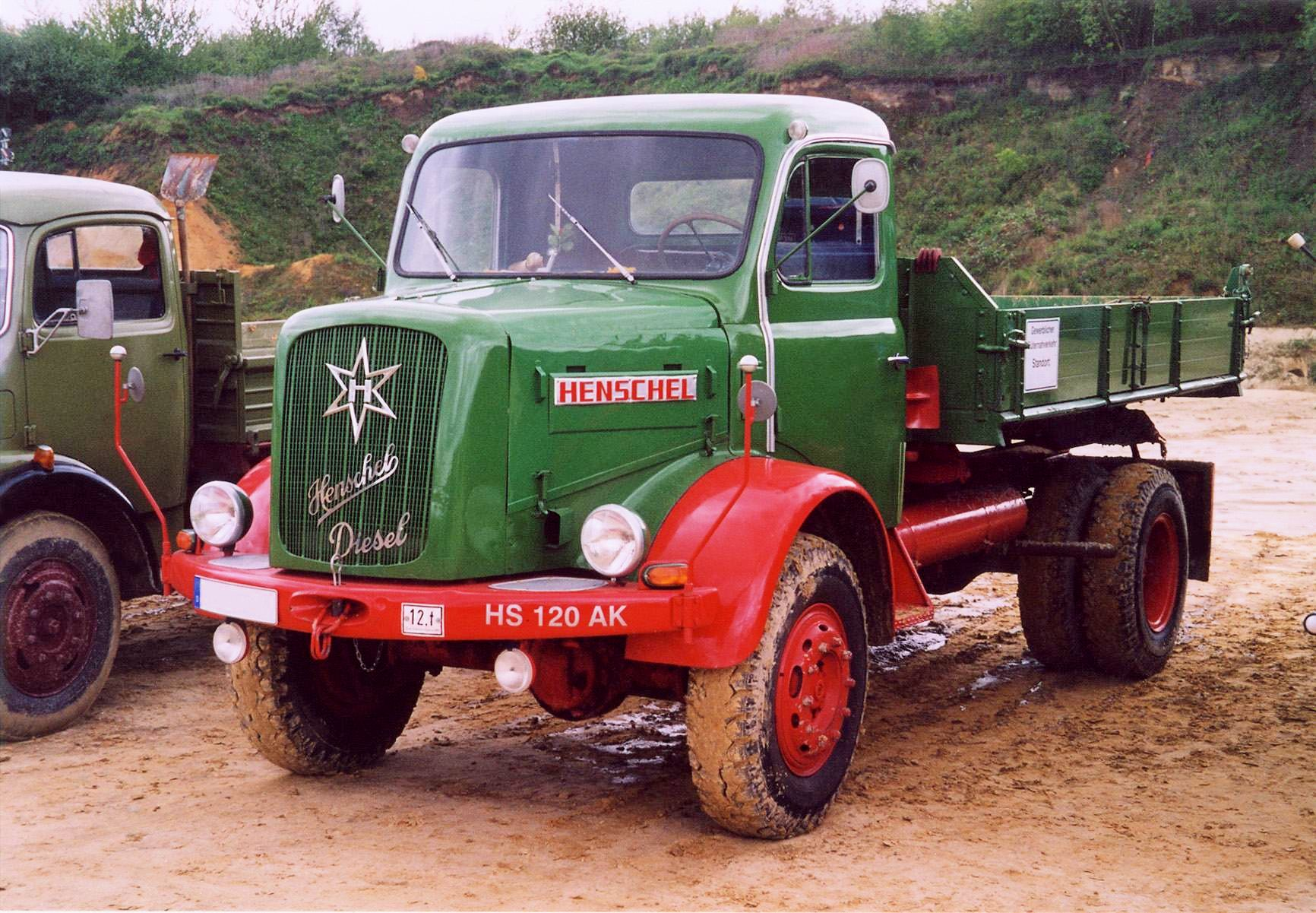
Henschel HS 120 AK Allrad-Kipper
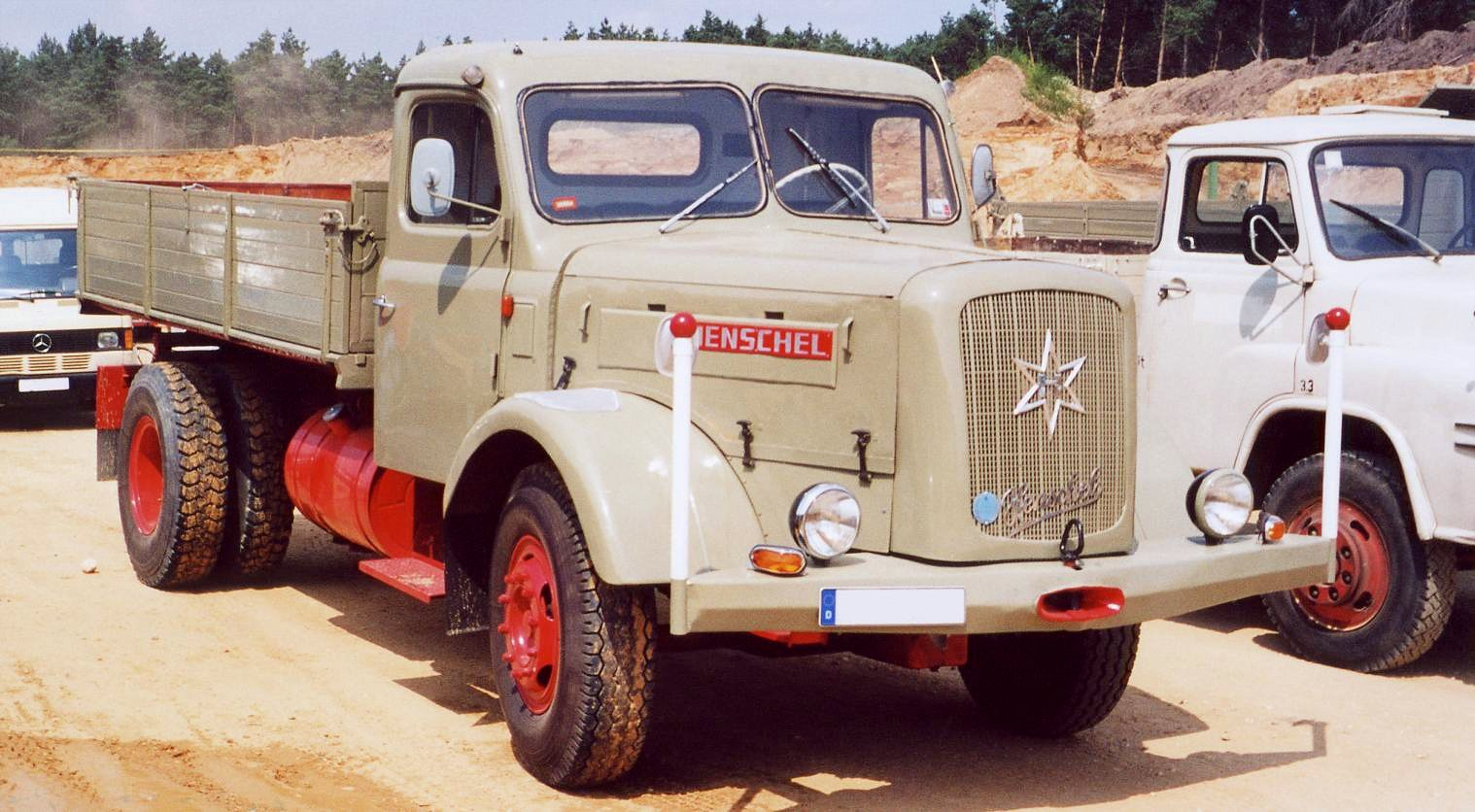
Henschel HS 140 K Kipper
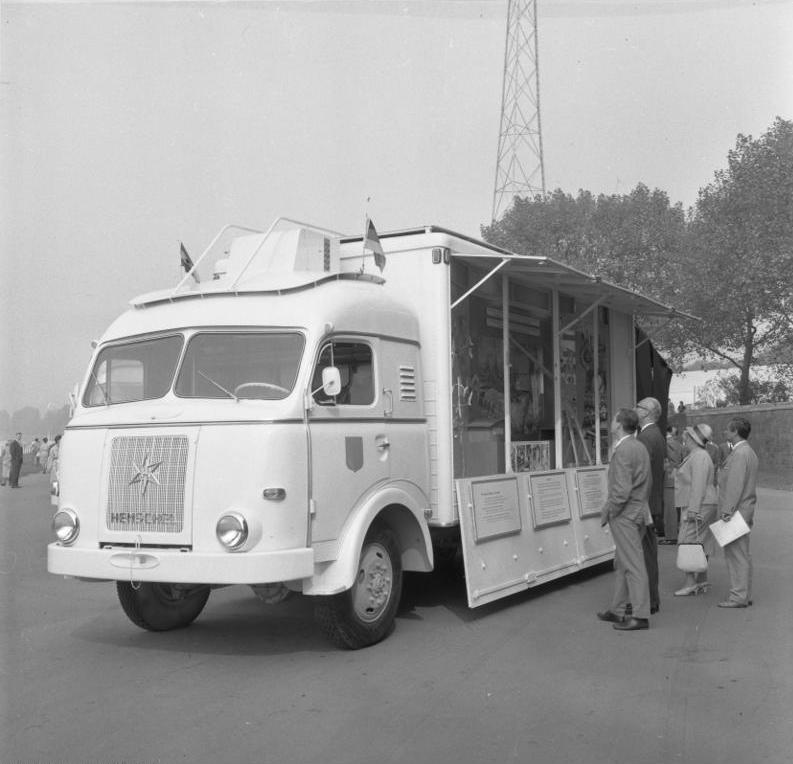
Henschel con cabina „Tram“-Frontlenker
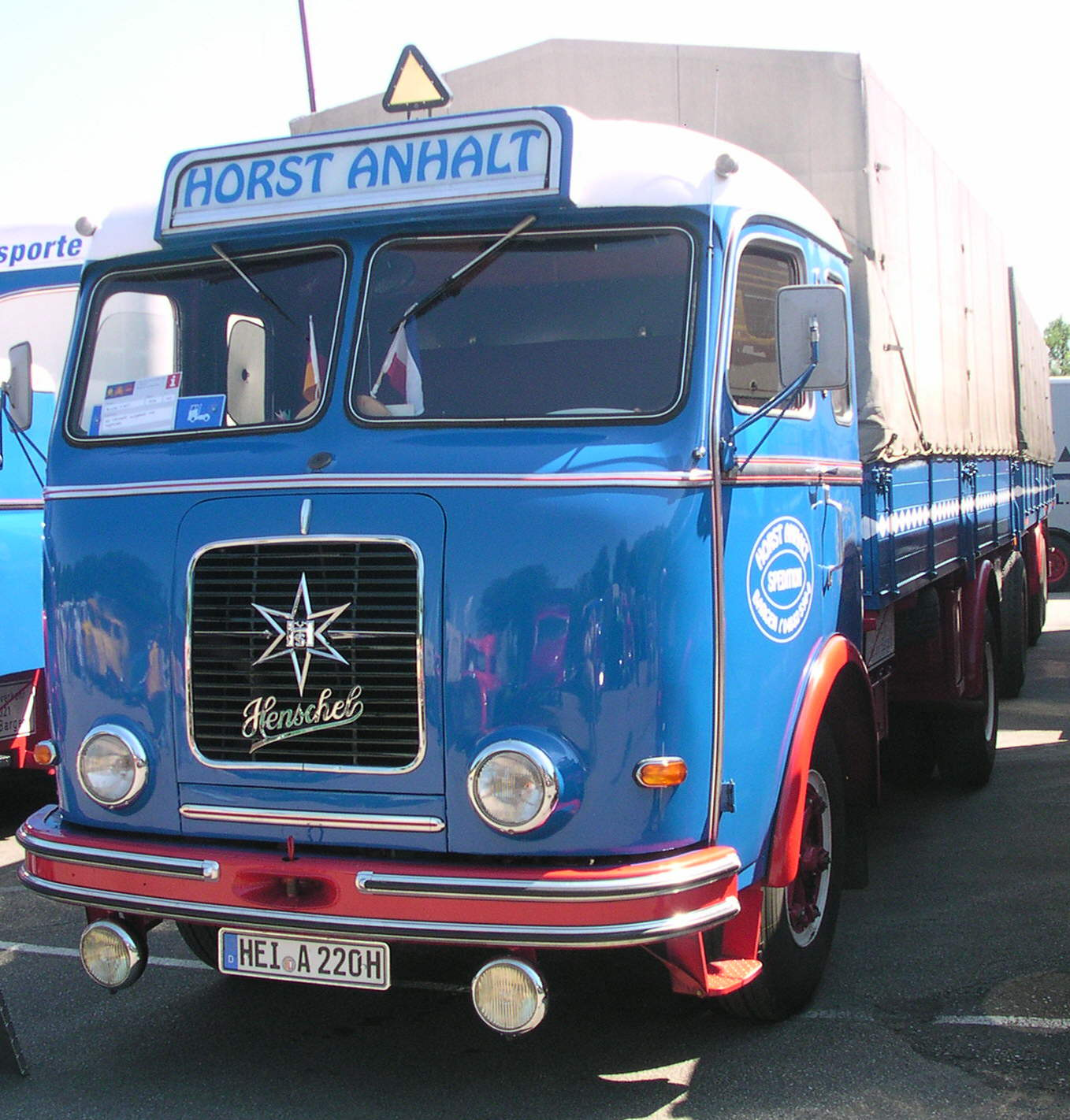
Henschel HS 165 cabover (cabina della Kässbohrer Fahrzeugwerke)

#### Nuovi modelli di autocarro
Al salone IAA del 1961 furono presentati nuovi modelli, nuove designazioni e collaborazioni con la francese Saviem-Renault.
Le nuove cabine cubiche disegnate dal francese Louis Lucien Lepoix, furono sviluppate con lamiere stampate e di tipo cabover (Tramführerhaus (T) così come Haubenlastwagen (H)). Le cabine furono di tipo a breve percorrenza o lunga percorrenza.
I due assi HS 14 e HS 16 con 14 t e 16 t di massa totale a terra, nel 1962 l'HS 12 T con 12 t di MTT, veniva offerto solo come cabover. Sotto la designazione HS 12 H furono offerti i vecchi modelli HS 100/120. Parimenti nel 1962 furono offerti gli HS 15 un HS 14 potenziato, con il motore del HS 16 m. Per l'export venne dato l'HS 19.
Al salone IAA del 1963 furono presentati i tre assi HS 22 e HS 26 (22t e 26t di MTT) con cabover.
All'inizio del 1965 furono utilizzati fari ovali.
Al salone IAA del 1965 sui veicoli venne posto il nuovo logo HENSCHEL-Schild sul frontale, abbandonando il logo SAVIEM-RENAULT del 1962. La grossa novità fu il cabover per lunghe percorrenze HS 12 T. La cabina era più lunga di 20 cm. ribaltabile e con fari nei paraurti.
La salone IAA 1967 venne presentata la produzione di veicoli con la consociata Hanomag. La designazione dei modelli HS divenne F per Frontlenker (volante davanti, cabover) o H per Haubenlastwagen (con cofano, motore avanti) e una terza cifra indicante il tipo.
Le cabine con volante vanti venivano offerte con sistema di ribaltamento cabina. Tali cabine venivano riviste esteticamente. La calandra era estesa verso il basso, la sporgenza dei finestrini rifinita e il frontale levigato.
Dal 1967 vennero offerti i tre assi con due assi sterzanti (F 201 e 221 S-2), con la possibilità di avere un asse trainante (F 201 e 221 S-2A).
Nell'aprile 1969 viene fondata la Hanomag-Henschel-Fahrzeugwerke, con Daimler-Benz come azionista di maggioranza. Sui veicoli si trovava la scritta HANOMAG-HENSCHEL, sul frontale, assieme alla Henschel-Stern.
Nel 1974 la Daimler-Benz cede il marchio „Hanomag-Henschel“.
Agli inizi degli anni'80 cessa la produzione di veicoli LKW. Vengono fabbricati assali per Daimler-Benz-Nutzfahrzeuge, semirimorchi, rimorchi così come alberi di trasmissione per autoveicoli.

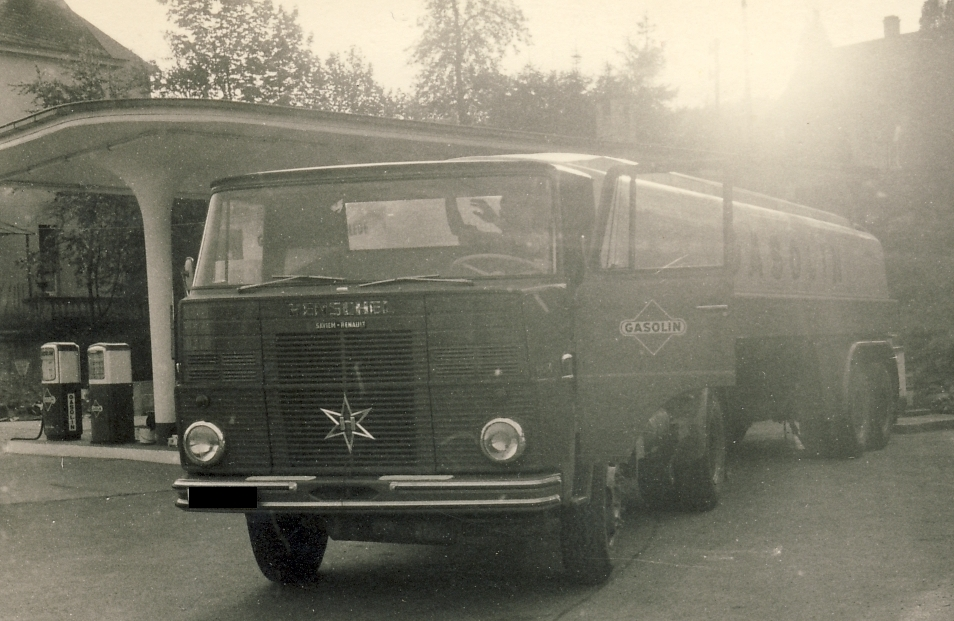
Henschel del 1961–1962
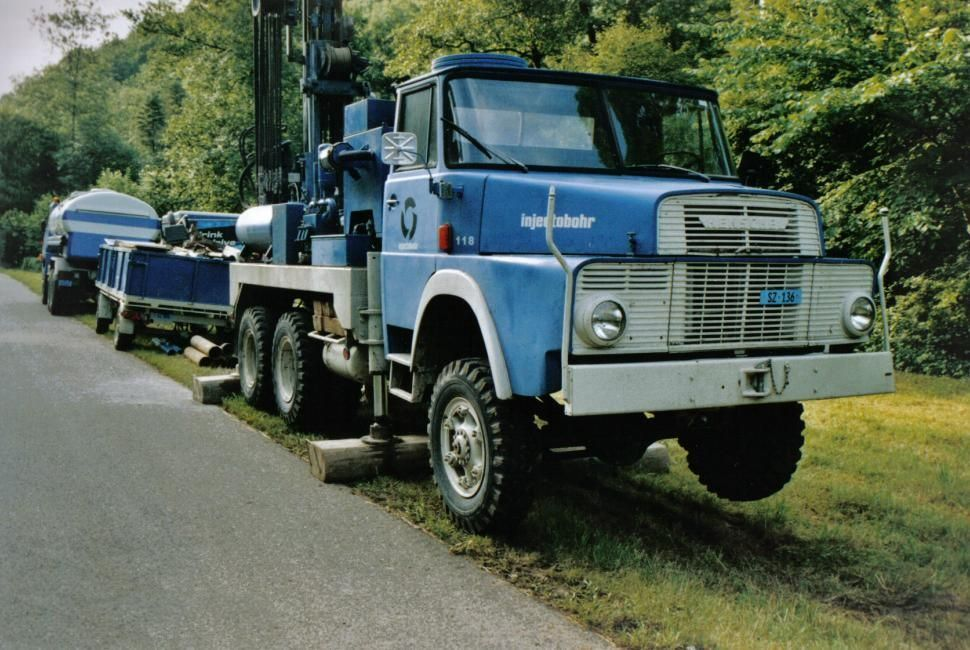
Henschel Hauber HS 3-14 HA CH (ex Schweizer Armee)
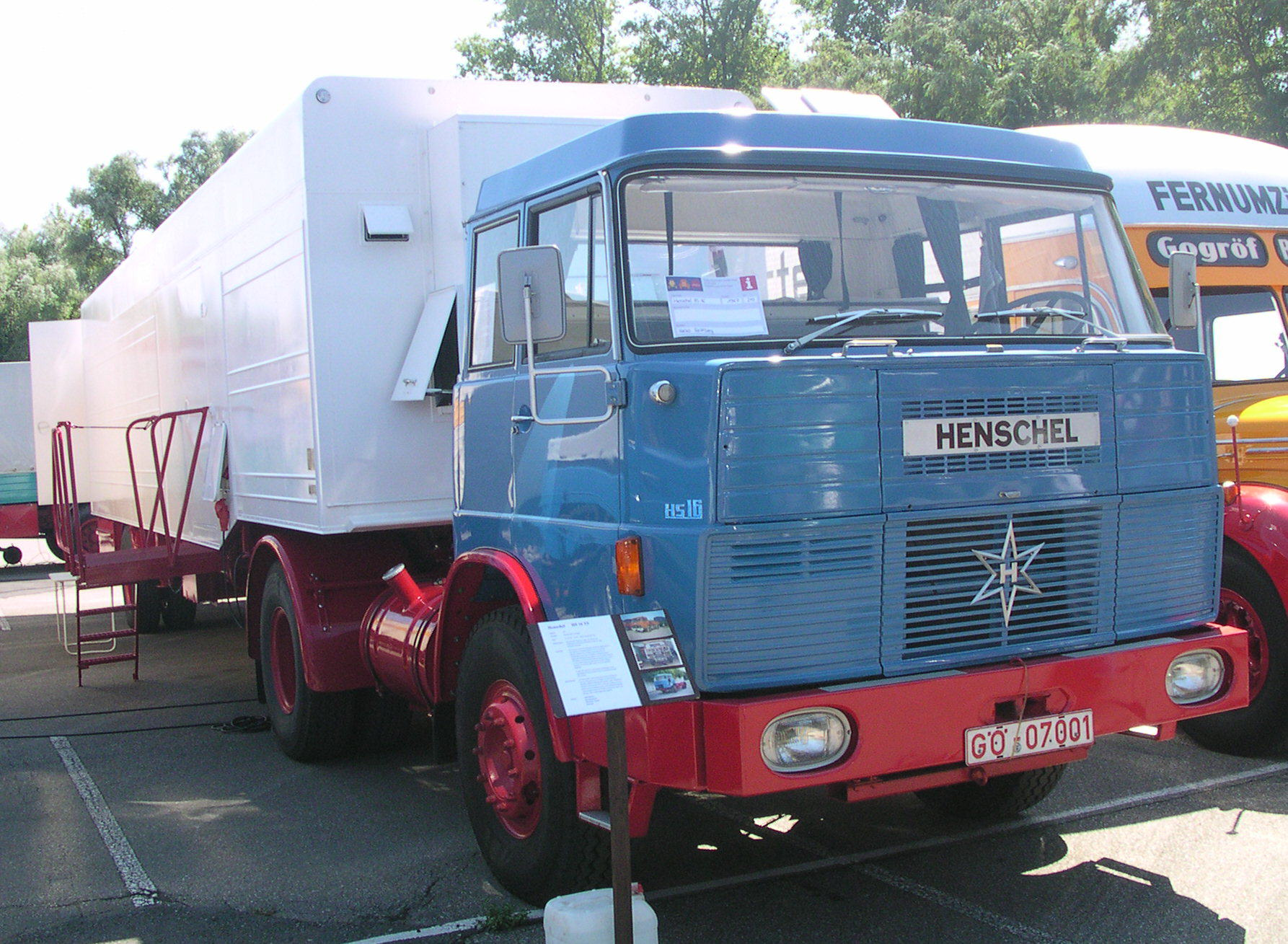
Henschel HS 16; TS con cabina ribaltabile del 1965–1967
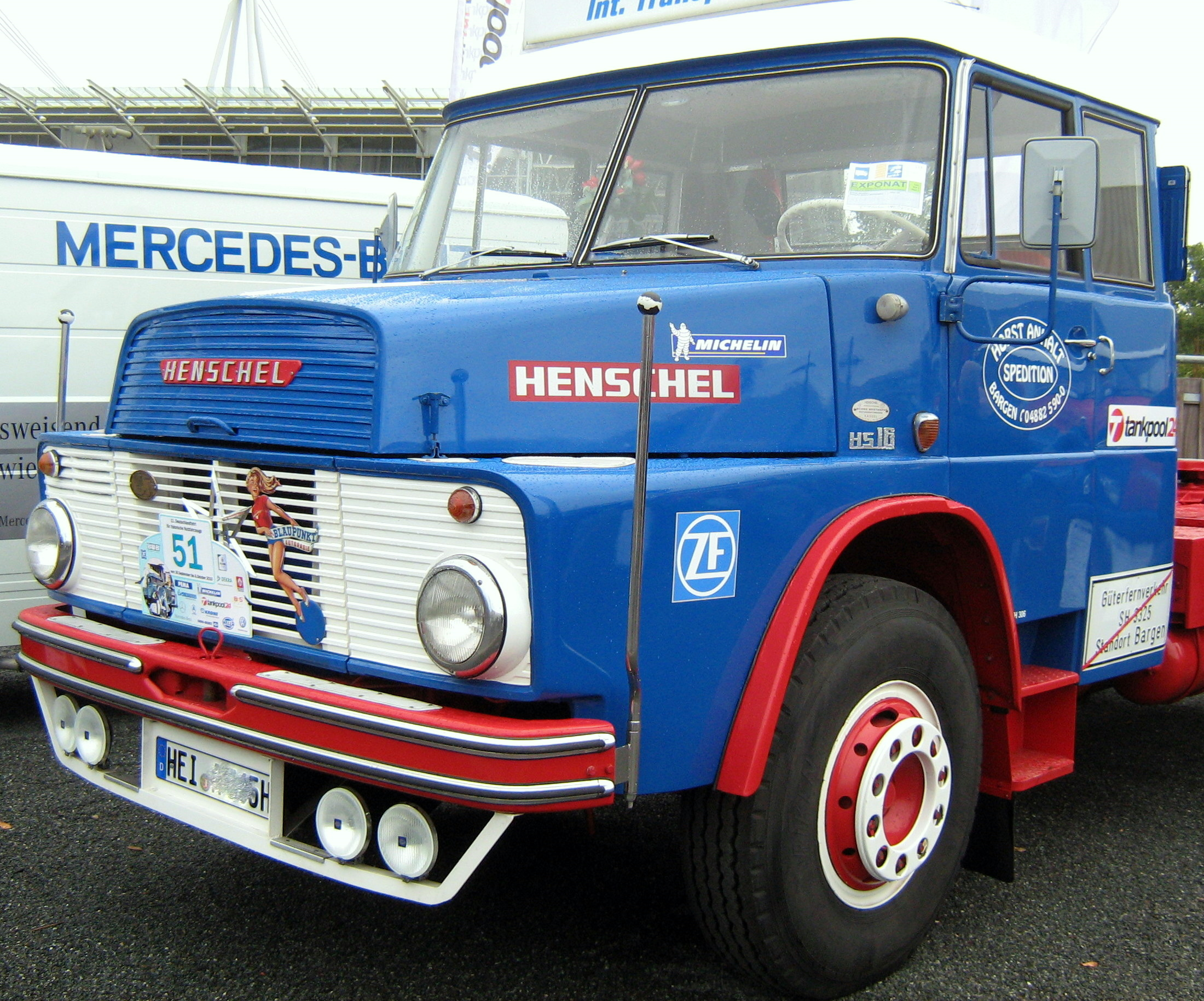
Henschel HS 16 Hauber 210 PS, 80 km/h (1961–1967)
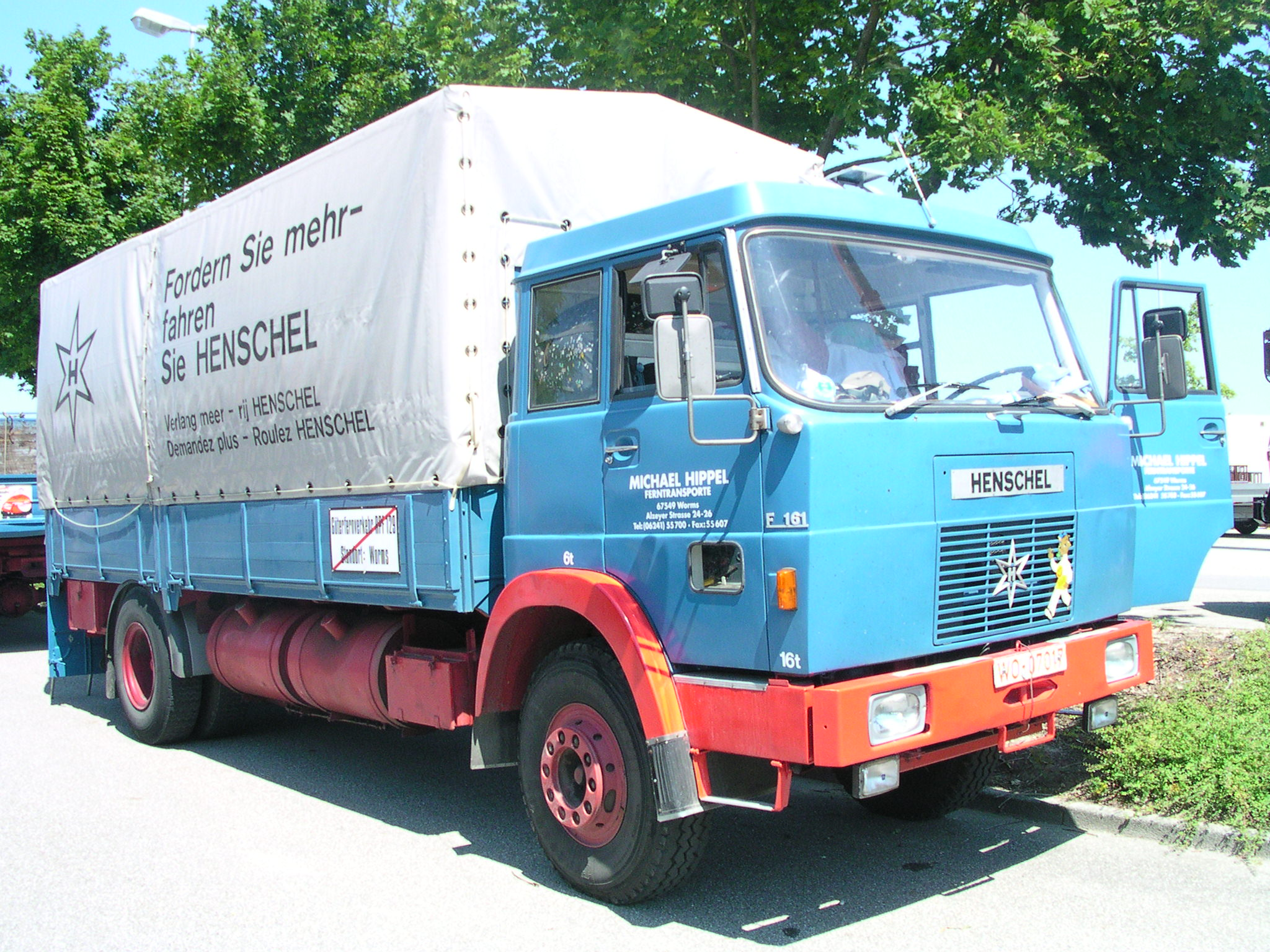
Henschel F 161 con cabina ribaltabile del 1967–1969

### Velivoli

#### Fino al 1945

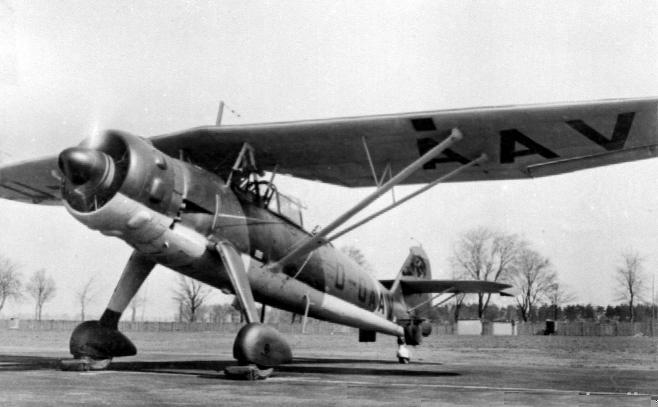
Hs 126

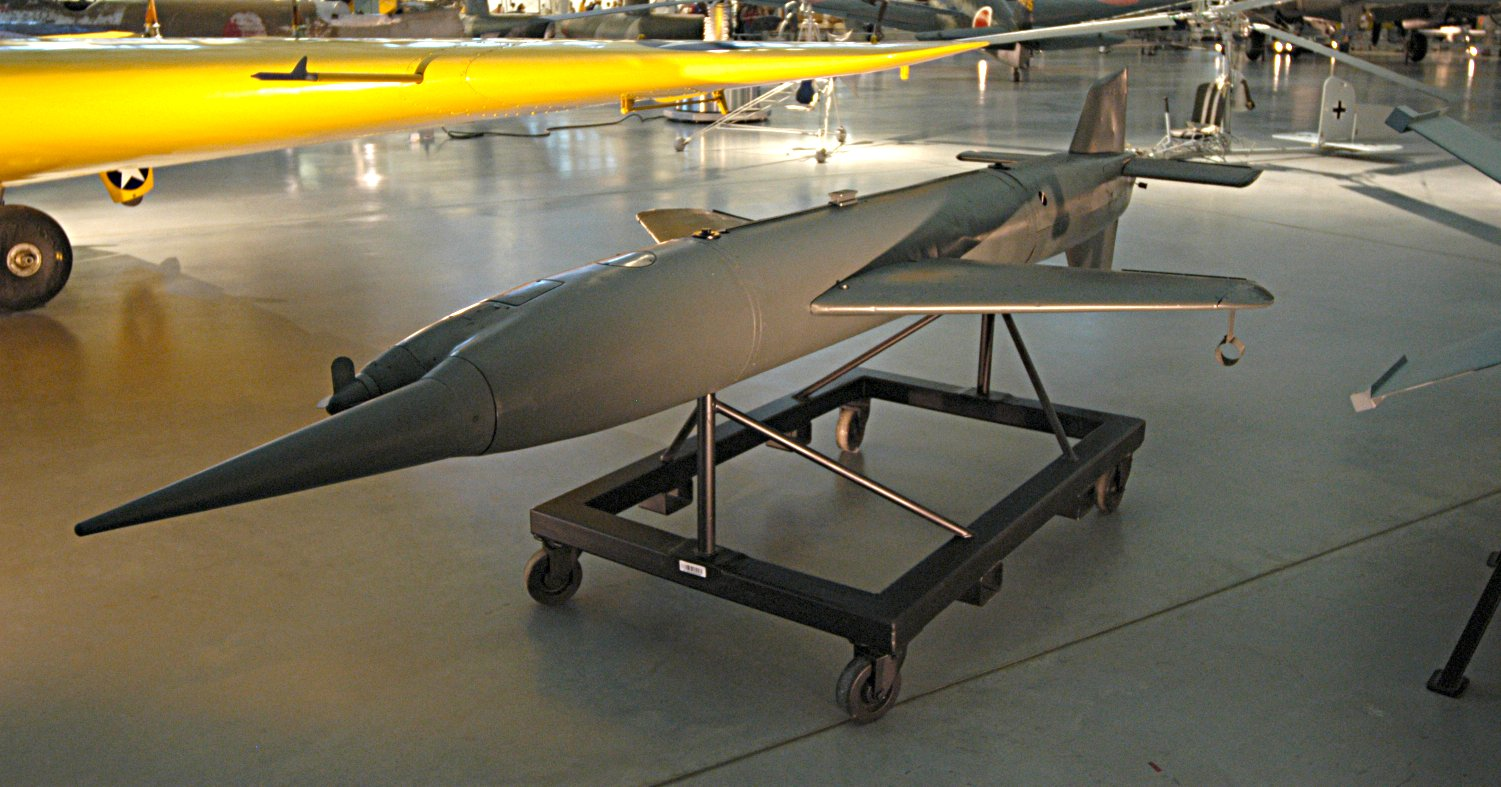
Hs 117 „Schmetterling“

All'inizio degli anni '30 la Henschel fece alcuni tentativi, infruttuosi, di costruzioni aeronautiche. Accordi con costruttori come Junkers, Arado Flugzeugwerke, Bayerische Flugzeugwerke e Rohrbach Metallflugzeugbau non portarono a nulla.
Sotto la supervisione di Erhard Milch viene fondata il 30 marzo 1933 la Henschel Flugzeug-Werke AG (HFW) a Kassel. Nel maggio dello stesso anno Henschel sigla un accordo con il costruttore Ambi-Budd di Schönefeld odierna sede dell'aeroporto di Berlino-Schönefeld; il 17 luglio 1933 viene costruito il campo volo Johannisthal di Berlino. I primi velivoli furono tipo caccia, come l'Hs 121 e l'addestratore Hs 125. In piccola serie venne costruito lo W 33 della Junkers.
In ottobre 1934 Henschel a Schönefeld si interesso al "Landesverteidigung" superficie del Karl Frede, area dove venne posta la sede dal 1936 della Flugzeug-Werke AG. Qui vennero prodotti i primi 24 velivoli, su licenza, Do 23. Nello stesso anno volò il primo prototipo di velivolo Henschel, l'Hs 123. Venne fondata sempre nel 1936 la società di motori Henschel Flugmotorenbau G.m.b.H. (HFM), presso Lohwald di Altenbauna (Baunatal). Con la denominazione „Lohwerk" sul finire degli anni'50 venne creata la Volkswagenwerk Kassel.
Nel 1937 a Schönefeld venne costruito uno dei più grandi complessi industriali per la produzione di velivoli in metallo del terzo Reich. Nell'anno successivo, 1938, iniziò a Johannisthaler Werk 2 la produzione serie del Hs 126, così come, su licenza, la produzione del Do 17Z e Ju 88 e parti del caccia Bf 109.
Nel 1940 nel sito F viene sviluppato il corpo velivolo ferngelenkter, come ad esempio l'Hs 293 o l'Hs 117 „Schmetterling“. Nello stesso anno vengono impiegati lavoratori prigionieri di guerra dalla Polonia, Cecoslovacchia e Francia.
Nel 1944 la Henschel Flugzeug-Werke nei siti di Berlino e Kassel occupò 17.100 dipendenti, con uffici in sei città europee. Nel quadro della „Totalen Krieges“ vennero creati altri siti produttivi presso il campo di concentramento di Ravensbrück e Dora-Mittelbau.
Il 22 aprile 1945 venne bombardato dalla Armata rossa il sito di Schönefeld.
I velivoli più importanti della Henschel-Flugzeuge furono:
- Hs 123
- Hs 126
- Hs 129

Diversi furono i prototipi e i velivoli sperimentali costruiti, mai prodotti in serie.

#### Dopo il 1945
Nel 1956 Henschel costruì, su licenza dalla casa madre, elicotteri per la Bundeswehr come l'Alouette II SE 3130 e il Sikorsky S-58/H34 sotto l'egida Henschel Flugzeugwerke AG (HFW) a Kassel.
L'azienda con stabilimento, hangar e campo volo per elicotteri ebbe sede alla Henschel-Werk Kassel-Mittelfeld. Un altro sito produttivo si trovava a Kruft di Hummerich, 300 m sopra Erhebung, tra Lava-Abbau e Opfer. Più tardi il sito divenne sede della polizia di frontiera con elicotteri e il sito di Kassel-Waldau divenne sede della Piper Aircraft Germania. Nel periodo l'azienda ebbe fino a 450 dipendenti nell'ambito di prova velivoli, trasmissioni e rotori.
Nel 1970 viene acquisita la Vereinigte Flugtechnische Werke (VFW) e vengono prodotti rotori per elicotteri della Bundeswehr tipo Sikorsky CH 53. Il sito di Hummerich viene chiuso nel 1970. Il sito della HFW-Werk di Kassel-Mittelfeld viene trasferito al aeroporto Kassel-Calden. Nel 1981 viene acquisita dalla Messerschmitt-Bölkow-Blohm la VFW. MBB lasciò la divisione VFW di trasmissioni per elicotteri alla HFW e si tenne la rimanente attività di elicotteri. La Henschel più tardi cedette la divisione trasmissioni alla ZF Friedrichshafen AG. L'attività della Piper fu acquisita dai dipendenti e continuata.
Si trovano quindi a Kassel-Calden tre diverse aziende, con origini dalla Henschel Flugzeugwerke AG: 
- ZF Luftfahrttechnik GmbH (trasmissioni per elicotteri della ZF Friedrichshafen AG)
- Eurocopter Deutschland GmbH (elicotteri – divisione della Eurocopter Group)
- Piper Generalvertretung Deutschland AG

### Carri armati
Con il riarmo delle forze armate tedesche (Aufrüstung der Wehrmacht) nella seconda metà degli anni '30, Henschel iniziò la produzione bellica. L'azienda produsse Panzer e veicoli blindati. Venne costruita la terza fabbrica Werk III a Kassel-Mittelfeld.
Da Henschel-Werke uscirono:
- Panzer I  (su licenza)
- Panzer II  (su licenza)
- Panzer III  (su licenza)
- Panzer V Panther  (su licenza)
- Panzer VI Tiger I
- Panzer VI Tiger II

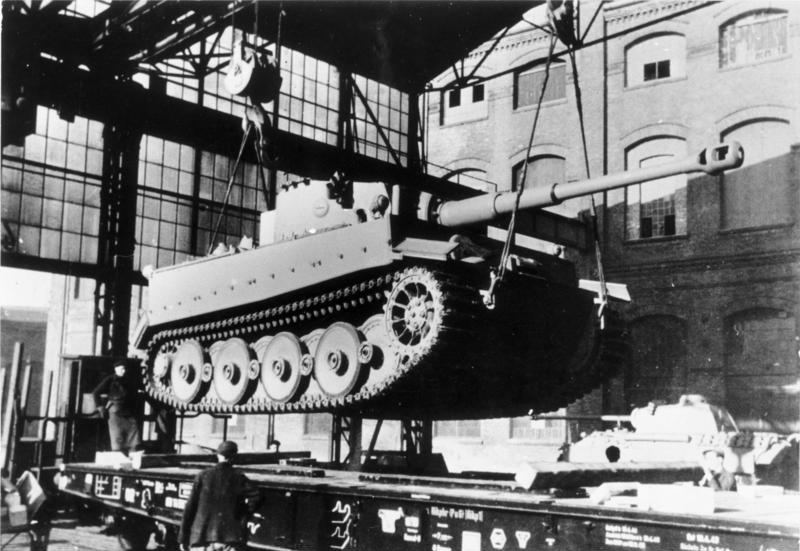
Lo spostamento di un Tiger completo; sullo sfondo si nota un Panzer V Panther

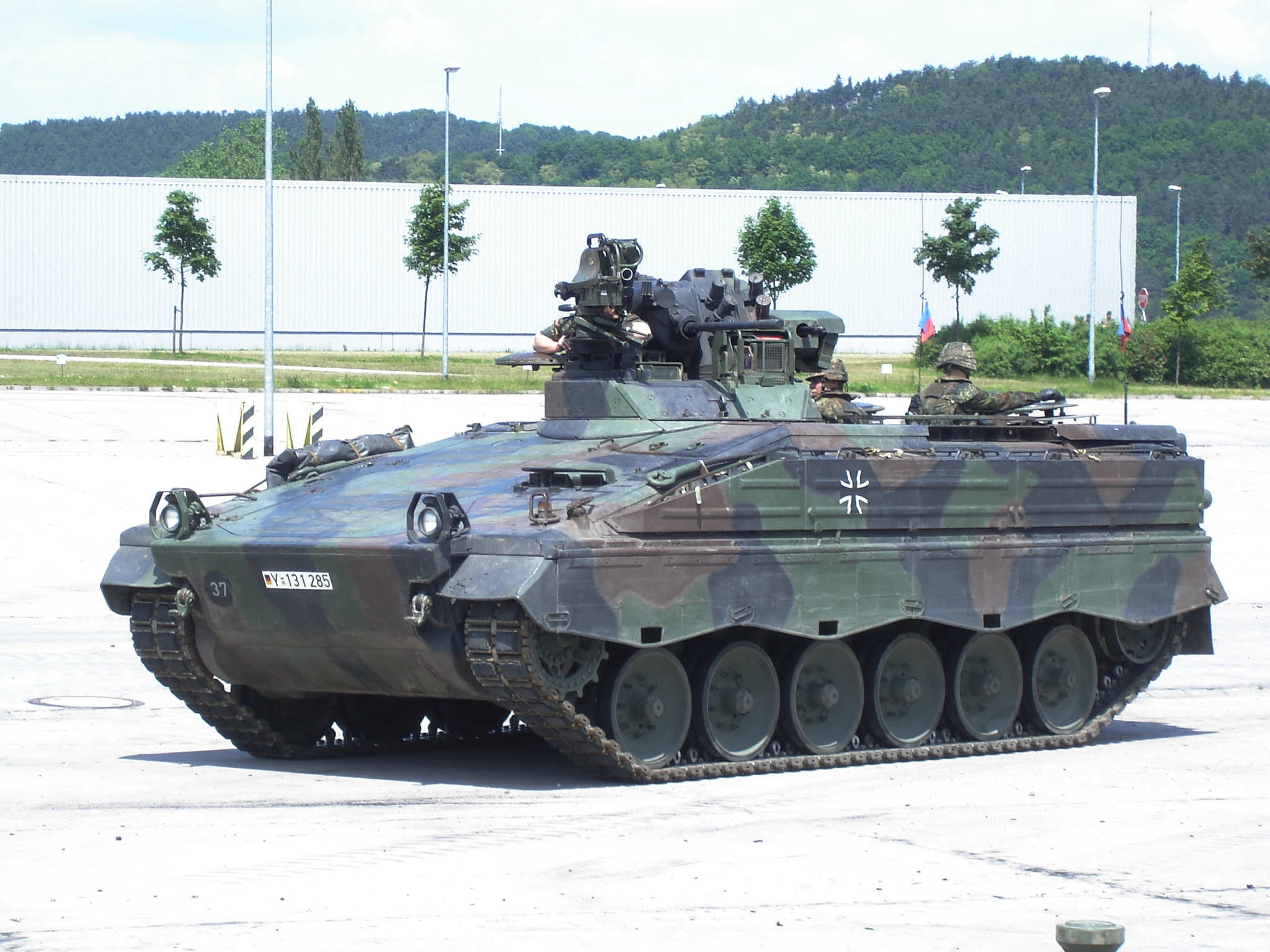
Marder

Produssero il 8,8 cm PaK 43 e il 2 cm FlaK 38. L'impianto di Kassel fu notevolmente danneggiato, ma la produzione rimase elevata. Con la dichiarazione del 1943 la produzione del Tiger fu mantenuta da lavoratori stranieri.
Con la fine del conflitto finì al produzione bellica Henschel, ripresa solo con l'avvento della Bundeswehr. Henschel fu coinvolta in diversi progetti bellici, come il Kanonenjagdpanzer, lo Spähpanzer Luchs e il Marder. Henschel partecipò al bando per la produzione del Leopard 2, che vinse la concorrente Krauss-Maffei Wegmann. Nel 1999 la divisione difesa Henschel fu ceduta alla Rheinmetall.

## Dati societari

### Il nome Henschel
Vi sono diverse aziende che portano il nome Henschel. Sotto la controllante ThyssenKrupp la KERO dal 2003 ha tre società che portano il nome Henschel con relativo stemma.
- La Henschel Antriebstechnik risale alla Henschel del 1918 a Kassel. Sotto questo nome venne prodotto per la prima volta nel 1933 la prima vite senza fine su licenza della David Brown Ltd. Divenne poi Rheinstahl Henschel nel 1964, Thyssen Henschel nel 1976 e TGW (Thyssen Getriebe- und Kupplungswerke) nel 1981:
- Sotto il nome HENSCHEL GmbH vi sono le società controllate:
  - HENSCHEL Antriebstechnik GmbH, Kassel
  - HENSCHEL Fertigungstechnik GmbH, Heilbad Heiligenstadt
  - HENSCHEL ExtruTec GmbH, Heilbad Heiligenstadt
  - HENSCHEL America Inc., Green Bay (Wisconsin), USA
  - HENSCHEL Power Transmission Technology Co., Ltd., Shanghai, Cina
- Reimelt-Henschel Mischsysteme, miscelatori vari.
- Henschel Industrietechnik, impianti per fonderie e lavorazioni meccaniche. Prodotto di punta sono i manipolatori. Con oltre 600 sistemi installati è leader nel settore.

### Onorificenze
Nel 2003 nel museo Henschel-Museum viene intitolata una piazza a Kassel-Rothenditmold presso la Wolfhager Straße.
Dal 2009 si trovano prodotti Henschel presso il Technik-Museum Kassel, oltre alla prima locomotiva "Drache" anche i vari Transrapid HMB-2 e Transrapid 05.